# Roger Federer

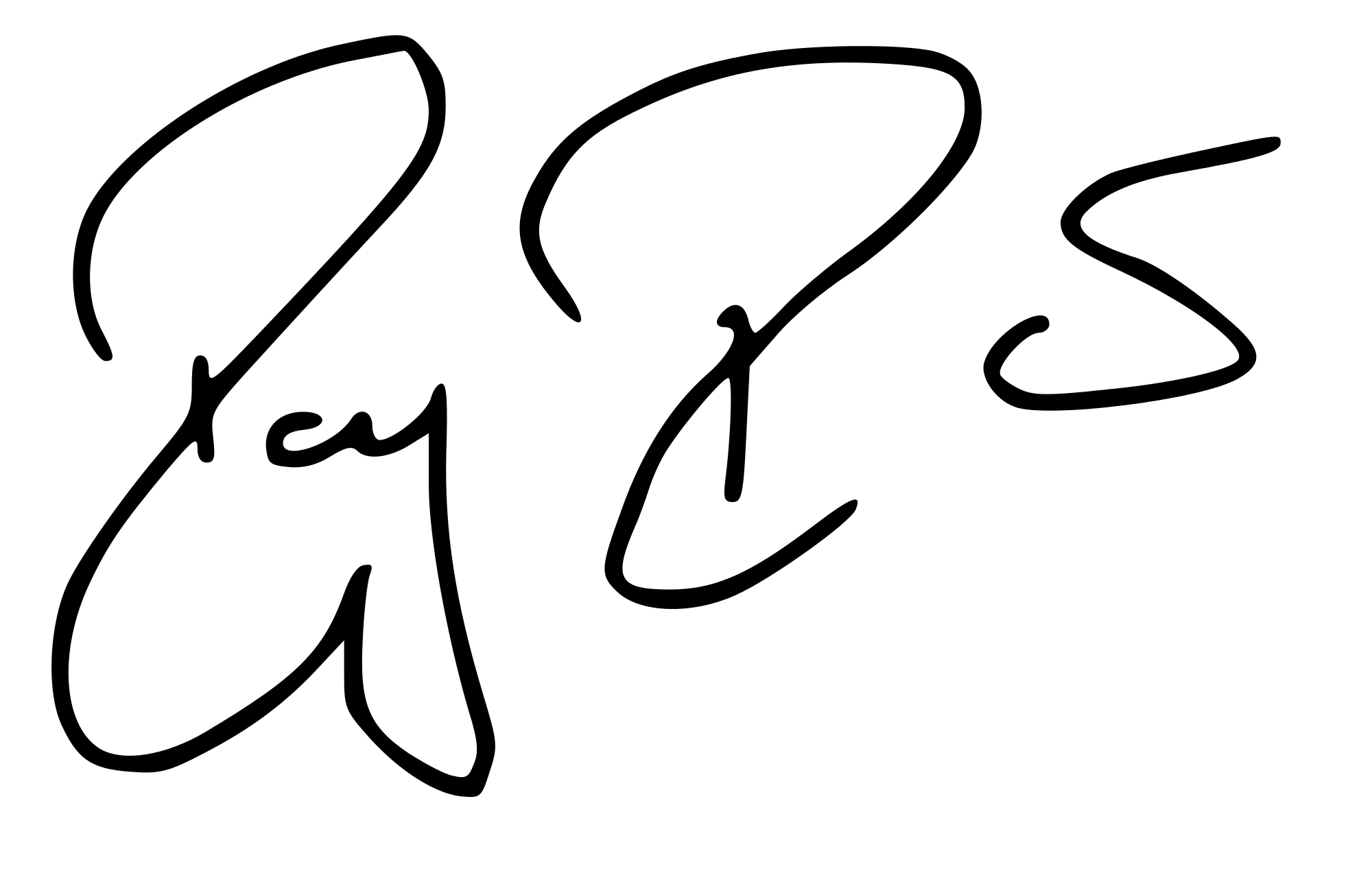
Unterschrift

Roger Federer [ˈrɔdʒər ˈfeːdərər] (* 8. August 1981 in Basel; heimatberechtigt in Berneck) ist ein ehemaliger Schweizer Tennisspieler.
Er stand insgesamt 310 Wochen an der Spitze der Weltrangliste, die er mit 237 Wochen in Serie am längsten durchgehend anführte. Die Jahre 2004 bis 2007 und 2009 beendete Federer zudem als Weltranglistenerster. Er führte in der Statistik der gewonnenen Grand-Slam-Titel mit zuletzt 20 Titeln im Herreneinzel von 2009 bis 2022, dort liegt er derzeit hinter Novak Đoković (24) und Rafael Nadal (22). Federer gewann in seiner 25 Jahre langen Karriere 103 Einzel- und acht Doppeltitel.
Federer ist der erste Spieler, der dreimal drei Grand-Slam-Titel in einer Saison gewann (2004, 2006 und 2007). Er ist einer von acht Spielern, die im Laufe ihrer Karriere alle vier Grand-Slam-Turniere mindestens einmal gewonnen haben. Mit acht Einzeltiteln ist er der Rekordsieger der Wimbledon Championships. Er gewann sechsmal die Australian Open und fünfmal die US Open sowie einmal die French Open. Er siegte sechsmal bei den ATP Finals, gewann 28 Masters-Turniere und ist mit 24 Titeln Rekordsieger der ATP-Tour-500-Serie.
Federer wurde fünfmal (von 2005 bis 2008 sowie 2018) zum Weltsportler des Jahres gewählt, gemeinsam mit Đoković wurde er damit am häufigsten in dieser Kategorie ausgezeichnet.

## Persönliches
Roger Federer, der Sohn eines Schweizers (Robert Federer) und einer Südafrikanerin (Lynette), wuchs zusammen mit seiner zwei Jahre älteren Schwester Diana in den Basler Vororten Riehen und Wasserhaus in Münchenstein auf. Mit der Herkunft seiner Mutter hängt laut Federer auch die englische Aussprache seines Vornamens zusammen, die damit nicht der in der Schweiz sonst üblichen französischen Aussprachsvariante [rɔˈʒeː] entspricht. Federer spricht neben Deutsch auch fliessend Englisch und Französisch und kann deshalb in Pressekonferenzen oder Interviews problemlos zwischen diesen Sprachen wechseln. Er besitzt neben dem Schweizer auch den südafrikanischen Pass.
Seine Ehefrau Mirka Federer-Vavrinec, eine ehemalige Schweizer Tennisspielerin, musste ihre Karriere 2002 wegen einer Fussverletzung beenden. Die beiden lernten sich am Rande der Olympischen Spiele 2000 in Sydney kennen. Am 11. April 2009 heirateten sie in Riehen bei Basel im engsten Familien- und Freundeskreis, am 23. Juli 2009 wurden sie Eltern von Zwillingstöchtern. Am 6. Mai 2014 wurden die Zwillingssöhne der beiden geboren. Vavrinec wird in mentaler Hinsicht beachtlicher Einfluss auf Federer zugeschrieben.
Federer liess sich aus medizinischen Gründen militärdienstuntauglich erklären, weil er Rückenbeschwerden hatte. Dies führte zu Diskussionen in der Schweizer Öffentlichkeit, da seit Jahren immer mehr Männer eines Jahrgangs für untauglich erklärt wurden. (2006 waren in der Schweiz gerade noch 65 % diensttauglich.)
Im Dezember 2003 gründete der Tennisprofi die Stiftung Roger Federer Foundation, die Hilfsprojekte für Kinder finanziell unterstützt, hauptsächlich im südlichen Afrika und in der Schweiz. Zweck der Stiftung ist die Förderung von Bildungsprojekten und des Jugendsports, insbesondere für Kinder aus finanziell benachteiligten Verhältnissen. Seit der Gründung wurden rund 68 Millionen Franken investiert, wodurch über 2 Millionen Kinder erreicht werden konnten.
Federer war zudem nach dem Erdbeben im Indischen Ozean 2004 in Tsunami-Hilfsprojekte involviert und spielte einige Benefiz-Turniere zur Unterstützung von Betroffenen. Im April 2006 wurde er als erster Schweizer zum internationalen UNICEF-Botschafter ernannt. Wegen dieses ehrenamtlichen Engagements wurde er 2006 von dem Verein Kinderlachen mit dem Kind-Award ausgezeichnet.
Federer lebt seit 2015 in Valbella, wohin er von Bäch gezogen ist. Einen weiteren Wohnsitz hat er in Dubai. Seine Unternehmensgruppe, die Tenro Holding AG, die er präsidiert, verlegte 2025 den Sitz von Bottmingen nach Wollerau. Die Tenro-Gruppe kümmert sich u. a. um Federers Markenrechte und Beteiligungen.

## Tenniskarriere

### Kindheit und Jugend (1984–1998)
Im Unterschied zu anderen Grössen der Tennisgeschichte machte Roger Federer in jungen Jahren keine internationalen Schlagzeilen. Seine Eltern waren nicht die typischen Tenniseltern, er hat sich diesen Weg selbst ausgewählt. Wie auch in seiner späteren Profikarriere zeichnete er sich eher durch eine kontinuierliche Weiterentwicklung aus. Spektakuläre Erfolge stellten sich erst in der späten Jugend ein. So gab es keine grossangelegten Reportagen wie bei Tennistalenten wie Andre Agassi, Martina Hingis oder Steffi Graf. Der Schweizer begann im Alter von drei Jahren mit dem Tennisspielen und trat mit acht Jahren dem Tennisclub TC Old Boys bei. Dort wurde seine Entwicklung durch die Trainer Adolf Kacovský und Peter Carter massgeblich vorangetrieben.
Nach ersten nationalen Erfolgen entschied Federer mit zwölf Jahren, sich ganz auf den Tennissport zu konzentrieren und sein ebenfalls ausgeprägtes Talent im Fussball – er war Junior beim FC Concordia Basel – nicht weiter zu fördern. 1995 wechselte er ins nationale Trainingscenter der Schweiz in Ecublens. Von nun an förderte der Schweizer Verband Federer, der in den Jahren 1995 bis 1997 sieben Schweizer Juniorenmeistertitel gewann. 1995 erreichte er in Miami beim Orange Bowl, dem letzten grossen internationalen Juniorenturnier des Jahres, zwar nur den Achtelfinal. Dennoch betrachtete er sein Abschneiden als bis dahin grössten internationalen Erfolg. Ab 1997 nahm Federer vermehrt an internationalen Turnieren teil und gewann im Mai in Prato seinen ersten grösseren internationalen Juniorentitel.
In dieser Zeit fiel auch die Entscheidung, im Alter von 16 Jahren die Schule zugunsten der Tenniskarriere zu verlassen. Das Risiko ging Federer ein und schon 1998 folgte der Durchbruch auf der Juniorentour; im Januar erreichte er den Halbfinal der Australian Open, und in Wimbledon folgten Titelgewinne im Einzel und im Doppel. Diese Erfolge ermöglichten ihm erste Turnierteilnahmen auf der Profitour. Sein Debüt auf der ATP Tour gab er im Juli 1998 in Gstaad; im September erreichte er in Toulouse bereits seinen ersten Viertelfinal bei den Profis. Mit dem Gewinn des Orange Bowl im Dezember, seinem letzten Juniorenturnier, sicherte sich Federer zum Jahresende Platz 1 der Juniorenrangliste. Dies war für ihn nicht nur ein grosser Prestigeerfolg, sondern auch das Sprungbrett für den endgültigen Einstieg in die Profitour.

### Beginn der Profikarriere (1999–2000)
Das Renommee als Junioren-Weltmeister half dem mittlerweile 17-Jährigen, auf der Profitour Fuss zu fassen. Er erhielt im Laufe seiner ersten Profisaison insgesamt acht Wildcards für Turniere der ATP Tour. Dadurch konnte er sein Ziel, am Ende der Saison unter den 200 besten Spielern der Welt geführt zu werden, bereits im Frühjahr übertreffen. Bei seinem Davis-Cup-Debüt gelang Federer ein Sieg im Einzel, womit er Anteil am Weiterkommen seines Landes in den Viertelfinal des Wettbewerbs hatte. Im Sommer nahm er in Roland Garros und Wimbledon erstmals bei den Profis teil, wobei er jeweils in der ersten Runde ausschied. Später im Jahr spielte er seine Stärke bei Hallenturnieren aus. Er erreichte in Wien seinen ersten Halbfinal auf der ATP Tour und schaffte damit den Sprung unter die besten 100 Spieler der Weltrangliste; die Saison beendete er auf Platz 64.
Für die Saison 2000 setzte sich Federer zum Ziel, sich unter den besten 50 Spielern der Welt zu etablieren. Weiterhin zeigte er sich als Hallenspezialist, auch wenn ihm erstmals Erfolge bei Freiluftturnieren gelangen. In Marseille erreichte er zu Beginn des Jahres seinen ersten Final auf der Profitour, den er gegen seinen älteren Landsmann Marc Rosset verlor. Nachdem der Sprung unter die Top 50 der Welt damit bereits vollzogen worden war, wurden das Saisonziel auf Platz 25 nach oben korrigiert. Im April erklärte Federer die Trennung vom Schweizer Verband und damit auch von seinem Coach Peter Carter. Er begründete den Schritt damit, dass er mittlerweile in der Lage sei, auf eigenen Füssen zu stehen, und sich deshalb für diesen Weg entschieden habe. Als neuen Trainer verpflichtete er den Schweden Peter Lundgren, der das Talent erkannte, aber noch Entwicklungspotenzial bei seinem 18-jährigen Schützling sah.
Im Sommer kassierte Federer einige Erstrundenniederlagen und seine Bilanz bei wichtigen Turnieren blieb bescheiden. Dennoch nominierte ihn sein Verband für die Olympischen Spiele in Sydney, wo er den Halbfinal erreichte. In beiden Partien um eine Medaille musste er allerdings eine Niederlage hinnehmen. Bei seinem Heimturnier in Basel erreichte er seinen zweiten Final auf der ATP Tour. Dort unterlag er dem Schweden Thomas Enqvist. Mit Platz 29 am Jahresende verpasste er sein Saisonziel knapp. Im Winter verpflichtete er Pierre Paganini als Fitnesscoach, um den Anforderungen der Weltspitze auch körperlich gerecht zu werden.

### Vom ersten Titel zum Wimbledon-Erfolg (2001–2003)
Mit der Zielsetzung, in seiner dritten Profisaison seinen ersten Turniersieg zu erzielen und eine Platzierung unter den besten 15 Spielern der Welt einzunehmen, startete Federer in die Saison 2001. Nachdem er den Hopman Cup 2001 mit Martina Hingis im Januar gewonnen hatte, erfüllte sich im Februar das erste Ziel. Im dritten Anlauf gewann Federer erstmals einen Turnierfinal in Mailand gegen Julien Boutter. Im Davis Cup hatte er mit zwei Einzelsiegen entscheidenden Anteil am Erstrundensieg der Schweiz gegen die USA. Im Viertelfinal des Wettbewerbs gegen Frankreich erklärte er, dass er unter Davis-Cup-Coach Jakob Hlasek zukünftig nicht mehr am Davis Cup teilnehmen werde. Wenige Wochen später wurde der Vertrag mit Hlasek gelöst, was von Federers gestiegener Bedeutung im Schweizer Tennis zeugte. In der folgenden Sandplatzsaison erreichte er seinen ersten Viertelfinaleinzug bei einem Grand-Slam-Turnier. Als Nummer 15 der Welt startete er in Wimbledon. Dort traf er im Achtelfinal auf den siebenmaligen Titelträger Pete Sampras. Nach fünf Sätzen stand der 19-jährige Schweizer als Sieger fest und beendete damit Sampras' Serie von 31 Siegen in Folge in Wimbledon. Die folgende Viertelfinalbegegnung gegen den Briten Tim Henman verlor er jedoch. Im Turnierverlauf hatte sich Federer eine Leistenverletzung zugezogen, die ihn im Anschluss zu einer siebenwöchigen Pause zwang. Erst zu den US Open im Spätsommer war er wieder fit, verlor aber im Achtelfinal gegen Andre Agassi. Ein Finaleinzug in Basel während der folgenden Hallensaison reichte nicht aus, um den nach den Ergebnissen der ersten Saisonhälfte möglichen Einzug beim Tennis Masters Cup der besten acht Saisonspieler zu realisieren. Federer beendete die Saison auf Platz 13 der Weltrangliste.

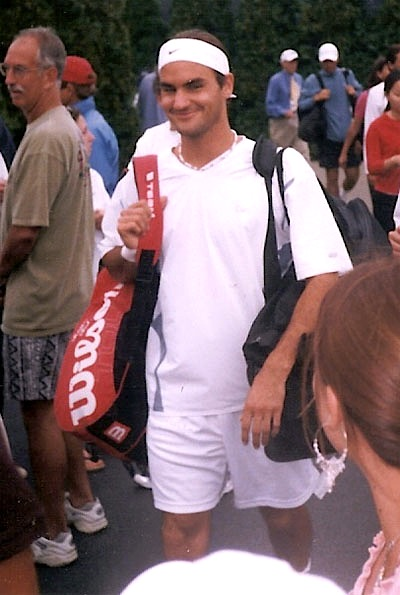
Roger Federer 2002 bei den US Open

Zu Beginn der Saison 2002 holte er in Sydney seinen zweiten Karrieretitel. Bei den Australian Open unterlag er dagegen im Achtelfinal, genauso wie im Final von Mailand. Im März erreichte er in Miami seinen ersten Final bei einem Masters-Series-Turnier, verlor das Spiel gegen Andre Agassi aber in vier Sätzen. Wenige Wochen später folgte die zweite Finalteilnahme bei einem Turnier dieser Kategorie in Hamburg. Diesmal entschied Federer den Final gegen den Russen Marat Safin für sich. Als zweitplatzierter Spieler im Champions Race reiste der 20-jährige Federer nach Paris an. Hier scheiterte er überraschend in der ersten Runde an Hicham Arazi. Auch in Wimbledon schied er in der Auftaktrunde aus. Der von den Buchmachern als fünftbester Spieler des Turniers eingestufte Schweizer unterlag in drei Sätzen dem Kroaten Mario Ančić.
Mittlerweile wurde offen von einer Grand-Slam-Blockade bei Federer gesprochen. Der Schweizer (der bereits als zukünftiger mehrfacher Grand-Slam-Sieger gehandelt wurde) schien bei den vier Turnieren der höchsten Kategorie selten in der Lage zu sein, sein bestes Tennis abzurufen. Bis zu den US Open gewann Federer bei vier Turnieren nur ein Match. Sein Spiel litt unter den Gedanken an den Unfalltod seines ehemaligen Trainers Peter Carter in Südafrika Anfang August 2002. In New York schied Federer erneut im Achtelfinal aus. Dennoch gelang ihm die Qualifikation für den Tennis Masters Cup, da er in der Hallensaison bei fünf Turnieren immer mindestens den Viertelfinal erreichte und in Wien seinen vierten Turniersieg errang. Ihm gelang die Qualifikation für das Turnier als einzigem Spieler neben Carlos Moyá ohne Grand-Slam-Viertelfinalteilnahme im Saisonverlauf. Federer gewann seine drei Gruppenspiele und erreichte damit den Halbfinal gegen den Weltranglistenersten Lleyton Hewitt. In einer engen Partie gab er einige Möglichkeiten aus der Hand und verlor sie am Ende im dritten Satz mit 5:7. Er beendete die Saison auf Platz 6 der Weltrangliste.
Als Ziel für die Saison 2003 setzte Trainer Lundgren den Sprung unter die ersten Vier der Weltrangliste an. Zudem gab Federer weiterhin den Sieg bei einem Grand-Slam-Turnier als erklärtes Ziel aus. Bei der ersten Chance darauf verlor er im Achtelfinal der Australian Open gegen David Nalbandian; nach fünf Sätzen war er dem Argentinier unterlegen. In den nächsten Monaten erreichte er vier Endspiele auf der Tour und gewann in Marseille, Dubai und München seine ersten Saisontitel. In Rom konnte er auch die Chance auf einen zweiten Masters-Series-Titel nicht nutzen. Im Davis Cup gewann Federer fünf seiner ersten sechs Begegnungen und erreichte damit erstmals in seiner Karriere mit der Schweiz den Halbfinal in diesem Wettbewerb. So zählte der Weltranglistenfünfte vor den French Open wie im Vorjahr zu den Turnierfavoriten. Nach einer erneuten Erstrundenniederlage (gegen Luis Horna) bei einem Grand-Slam-Turnier sah er sich allerdings dem Spott der Presse ausgesetzt. Die Ursache von Federers Erfolglosigkeit bei grossen Turnieren wurde auf eine mentale Schwäche zurückgeführt.
Nach den French Open begann der Schweizer die Vorbereitung auf das Turnier in Wimbledon bei den Gerry Weber Open in Halle. Dort gewann er seinen vierten Saisontitel und stellte damit eine neue persönliche Saisonbestleistung auf. In Wimbledon wurde er von den Buchmachern in diesem Jahr auf Platz 3 gesetzt und erreichte erstmals seit acht Auftritten wieder die Viertelfinalphase bei einem Grand-Slam-Turnier. Nachdem er durch längere Regenunterbrechungen zu Beginn der zweiten Turnierwoche eine Rückenverletzung hatte auskurieren können, traf er im Halbfinal auf Andy Roddick. In drei Sätzen gelangen Federer 61 Gewinnschläge bei lediglich zwölf unerzwungenen Fehlern, wodurch er in den ersten Grand-Slam-Final seiner Karriere einzog. Der Australier Mark Philippoussis zwang ihn im Final zwar zweimal in einen Tie-Break, war am Ende aber dennoch unterlegen und Federer gewann seinen ersten Grand-Slam-Titel. Damit hatte er sein Saisonziel erreicht und die spöttischen Stimmen verstummten.
Nach dem Sieg in Wimbledon griff Federer auch in den Kampf um Platz 1 in der Weltrangliste ein. In den nächsten Wochen vergab er mehrere Möglichkeiten, diese Position zu erreichen. So unterlag er Roddick in Kanada im Halbfinal nach 4:2-Führung im entscheidenden Satz. In Cincinnati und bei den US Open unterlag er dagegen David Nalbandian. Auch im Davis-Cup-Halbfinal gegen Australien musste Federer in der vorentscheidenden Partie gegen Lleyton Hewitt die Partie noch nach einer 2:0-Satzführung beim Stande von 5:3 im dritten Satz abgeben. Damit verpasste die Schweiz den zweiten Finaleinzug im Davis Cup nach 1992. Trotz des sechsten Saisonsieges während der Hallensaison in Wien war die Weltranglistenspitze für Federer in dieser Saison nun nicht mehr erreichbar. Doch beim Masters Cup in Houston schloss er seine Saison mit einem Erfolg ab. Er gewann wie im Vorjahr seine drei Gruppenspiele und schlug den bereits als Weltranglistenersten feststehenden Roddick im Halbfinal. Im Final besiegte er Andre Agassi in drei Sätzen und gewann seinen ersten Weltmeistertitel. Federer beendete die Saison 2003 auf Platz 2 der Weltrangliste. Für Verblüffung sorgte im Dezember 2003 die Trennung von Trainer Lundgren, die Federer mit Abnutzungserscheinungen und dem Gefühl, etwas Neues zu brauchen, begründete.

### Auf dem ersten Platz der Weltrangliste (2004–2008)
In der Öffentlichkeit wurde Federer für die Trennung von seinem Erfolgstrainer kritisiert. Doch trotz Zweifel an seiner Form und keiner überstürzten Suche nach einem neuen Trainer spielte er sich bei den Australian Open 2004 ohne Satzverlust bis in den Achtelfinal vor. In jeweils vier Sätzen schlug er mit Hewitt und Nalbandian nacheinander zwei Spieler, die beide noch positive Spielbilanzen gegen ihn vorzuweisen hatten. Nach einem Sieg gegen den Weltranglistenzweiten Juan Carlos Ferrero erreichte er den Turnierfinal. Gegner Marat Safin schlug er im Final in drei Sätzen und erreichte damit den zweiten Grand-Slam-Titel seiner Karriere. Gleichzeitig eroberte er auch die Weltranglistenspitze und blieb dort bis zum 17. August 2008. Bis zu den French Open im Mai gewann er drei weitere Titel, darunter auch die Masters-Series-Turniere in Indian Wells und Hamburg. In Paris unterlag er in der dritten Runde allerdings dem dreifachen Titelträger Gustavo Kuerten. Auf den Rasenplätzen von Halle und Wimbledon gewann Federer dann das erneute Double. Im Final von Wimbledon nahm Andy Roddick ihm, anders als bei der Halbfinalbegegnung im Vorjahr, zwar einen Satz ab, schlussendlich verteidigte Federer aber seinen Titel. In Gstaad und Toronto baute er seine Siegesserie auf 23 Spiele aus, bis er in Cincinnati sein Auftaktmatch verlor.
Eine grössere Enttäuschung für Federer war aber die Zweitrundenniederlage bei den Olympischen Spielen in Athen gegen den Tschechen Tomáš Berdych. Der Schweizer war in Athen nicht nur als klarer Medaillenkandidat, sondern auch als Fahnenträger seines Landes bei der Eröffnungsfeier angetreten. Andererseits bildete diese Niederlage aber auch den Startpunkt für eine weitere Siegesserie. Bei den US Open in New York wurde er nur im Viertelfinal von Andre Agassi über die volle Distanz von fünf Sätzen gezwungen. Im Final überliess er Lleyton Hewitt in drei Sätzen lediglich sechs Spiele auf dem Weg zu seinem dritten Grand-Slam-Titel der Saison. Er war damit der erste Spieler seit dem Schweden Mats Wilander 1988, dem dieser Erfolg gelungen war. Die anschliessende Hallensaison musste Federer wegen eines Muskelfaserrisses fast komplett absagen. Rechtzeitig zum Masters Cup war er allerdings wieder fit. Dort erreichte er ungeschlagen den Final und traf erneut auf Hewitt. Den ehemaligen Weltranglistenersten bezwang er zum sechsten Mal in dieser Saison und baute damit seine Position an der Weltspitze weiter aus. In der Saison 2004 verlor er keines seiner elf Endspiele und gewann alle 18 Spiele gegen Gegner aus den Top 10.

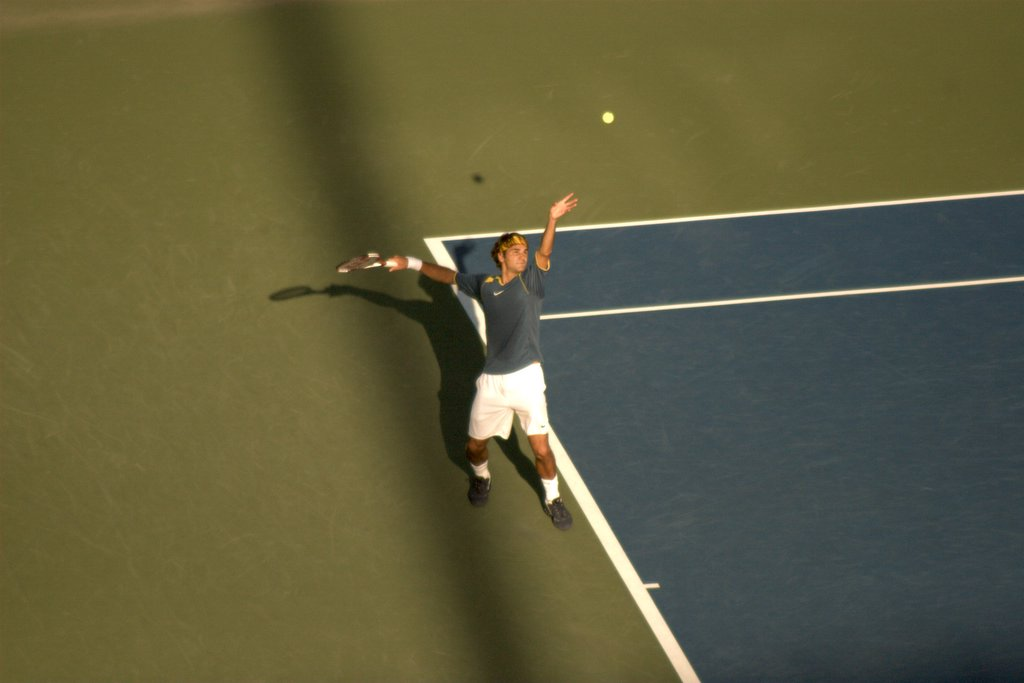
Roger Federer bei den US Open 2005

Zur neuen Saison 2005 verpflichtete Federer den Australier Tony Roche als neuen Trainer. Roche, der bereits als Coach von Ivan Lendl und Patrick Rafter Spieler zu mehreren Grand-Slam-Erfolgen geführt hatte, sollte Federer insbesondere bei den wichtigen Turnieren zur Seite stehen. So lag das besondere Augenmerk für diese Saison auf den French Open, die Federer in seiner bisherigen Karriere noch nicht gewann. Die Siegesserie, die Federer aus der alten Saison mitbrachte, riss im Halbfinal bei den Australian Open gegen Marat Safin nach mehr als vier Stunden Spielzeit. Es folgten vier Turniersiege in Serie, unter anderem gewann der Schweizer auch erstmals das Double aus den Masters-Turnieren von Indian Wells und Miami. Dabei drehte er im Final von Miami einen 0:2-Satzrückstand gegen Rafael Nadal. Dieser nahm durch regelmässige Erfolge auf Sandplätzen den zweiten Platz in der Weltrangliste ein und verkürzte zunehmend den Abstand auf Federer. Nach dessen sechstem Saisontitel in Hamburg kam es in Paris im Halbfinal erneut zur Begegnung mit Nadal. Diesmal unterlag der Schweizer nach vier Sätzen. Zwar hatte Federer sein bisher bestes Resultat bei den French Open erreicht, doch er blieb im Saisonverlauf weiter ohne Grand-Slam-Titel.
Indes war die Niederlage in Frankreich der Auftakt zu der zu diesem Zeitpunkt längsten Siegesserie seiner Karriere. In Wimbledon gab er auf dem Weg zum Titelhattrick nur einen Satz ab, bei den US Open schlug er Andre Agassi in dessen letztem Grand-Slam-Final in vier Sätzen. Zum Masters Cup am Ende des Jahres brachte er eine Siegesserie von 31 Spielen in Folge mit, die er durch das Erreichen des Turnierfinals auf 35 ausbaute. Hier traf er auf David Nalbandian, gegen den er die letzten vier Begegnungen gewonnen hatte, nachdem die ersten fünf Duelle alle an den Argentinier gegangen waren. Nach zwei Tie-Breaks führte der Weltranglistenerste mit 2:0 in den Sätzen. Doch je länger das Match andauerte, desto stärker baute Federer körperlich ab. Obwohl er im letzten Satz einen 0:4-Rückstand noch in eine 6:5-Führung umdrehen konnte, beendete Federer die Partie als Verlierer. Damit brach nicht nur die fünftlängste Siegesserie im Profitennis ab, sondern auch sein Rekord von 24 Endspielsiegen in Folge. Zudem verpasste der Schweizer mit 81 Siegen und 4 Niederlagen die Chance, die statistisch beste Profisaison von John McEnroe aus dem Jahr 1984 (82 Siege bei 3 Niederlagen) zu egalisieren. Dennoch beendete Federer die Saison nach der vergebenen Chance auf seinen dritten Masters-Cup-Titel in Serie auf Platz 1 der Weltrangliste.
Er begann die Saison 2006 mit zwei Turniersiegen, darunter seinem siebten Grand-Slam-Titel bei den Australian Open. In Dubai unterlag er dagegen im Final erneut Nadal, womit die Rekordserie von 56 Siegen in Folge auf Hartplätzen endete, die im Vorjahr in Rotterdam begann. Dies war das Startsignal für die zahlreichen Duelle, die sie sich in den nächsten Wochen und Monaten liefern sollten. Vor Beginn der Sandplatzsaison gewann Federer erneut die Turniere von Indian Wells und Miami. Auf Sand erreichte er bei den Masters-Turnieren von Monte Carlo und Rom jeweils den Final. In beiden Spielen unterlag er Nadal, obwohl er in Rom zu Matchbällen kam. In Paris kam es ebenfalls zum Final zwischen Federer und Nadal. Federer vergab nach gewonnenem ersten Satz weitere Chancen und verlor so zum fünften Mal in Folge gegen Nadal, es war die erste Niederlage in seinem achten Grand-Slam-Final. Dennoch hatte er sich im Laufe der Saison als zweitbester Sandplatzspieler der Welt etabliert.
In Wimbledon spielte er sich auf dem Weg zum vierten Titel in Folge ohne Satzverlust in den Final. Dort traf er erneut auf den Weltranglistenzweiten Nadal. Der Spanier konnte Federer zwar einen Satz abzunehmen, aber am Ende feierte der Schweizer seinen insgesamt achten Grand-Slam-Titel. Bei den US Open begann für ihn eine erneute Siegesserie. Zum dritten Mal besiegte er Andy Roddick in einem Grand-Slam-Final und zum zweiten Mal nach 2004 gewann er damit drei Grand-Slam-Titel in einer Saison. Erstmals seit drei Jahren nahm Federer im Anschluss auch verletzungsfrei an der Hallensaison teil. Mit seinem Turniersieg in Madrid brach er den Rekord von Jimmy Connors, der in den 1970er-Jahren die Weltrangliste 160 Wochen lang ununterbrochen angeführt hatte.
Im Anschluss an das Turnier von Madrid entschied Federer nach mehreren vergeblichen Anläufen mit einem Finalerfolg über den Chilenen Fernando González auch erstmals sein Heimturnier in Basel für sich, bei dem er in Jugendjahren als Balljunge tätig war. Anschliessend reiste er zum Masters Cup nach Schanghai. Dort erreichte er erneut ohne Niederlage in der Gruppenphase den Final, in dem er gegen den Amerikaner James Blake auf dem Weg zu seinem dritten Titel beim Jahresabschlussturnier nur sieben Spiele in drei Sätzen abgab. Federer beendete damit seine dritte Saison in Folge an der Spitze der Weltrangliste, was zuvor nur Jimmy Connors, John McEnroe, Ivan Lendl und Pete Sampras gelungen war. Die Saison 2006 war die beste Saison in der Karriere von Federer und einer der erfolgreichsten in der Geschichte. Er gewann zwölf Turniere und erreichte bei 17 gespielten Turnieren 16 Mal den Final, was bis heute unübertroffen ist.

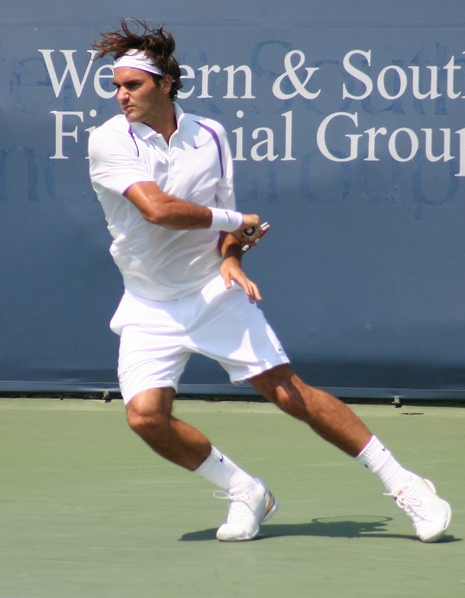
Federer 2007 in Cincinnati

In der Saison 2006 fehlte Federer nur der Sieg bei den French Open zum Erreichen des grössten Erfolges im Tennissport, dem Grand Slam. Bisher ist dieser neben dem Amerikaner Don Budge (1938) nur dem Australier Rod Laver (1962 und 1969) gelungen. Laver selbst erklärte im Januar 2006, dass er den Grand-Slam-Gewinn durch Federer für möglich halte. Den ersten Schritt in diese Richtung machte Federer bei den Australian Open, wo er als erster Spieler seit Björn Borg 1980 ein Grand-Slam-Turnier ohne Satzverlust gewann. Im Laufe der folgenden Sandplatzsaison trennte sich der Schweizer von seinem Trainer Tony Roche, bezwang seinen Rivalen Nadal in Hamburg erstmals auf Sand und beendete dessen Serie von 81 Siegen auf diesem Belag. Doch endete die Jagd auf den Grand-Slam-Gewinn erneut bei den French Open, wo Federer zwar wieder in den Final einzog, aber den Erfolg von Hamburg gegen Nadal nicht wiederholen konnte.
Zu Beginn der Saison verteidigte Federer seinen Titel bei den Australian Open und gewann das Turnier zum dritten Mal. In Indian Wells verlor er zum Auftakt gegen Guillermo Cañas, das beendete seine Serie von sieben Turniersiegen und 41 Siegen nacheinander. Auch im Wimbledon-Final kam es wie im Vorjahr zum Duell Federer gegen Nadal. In seinem fünften Endspiel dort wurde der Schweizer erstmals über die volle Distanz von fünf Sätzen gezwungen; doch nach dem Match nahm er seinen fünften Siegerpokal in Folge in Empfang. Damit stellte er den Open-Era-Rekord des Schweden Björn Borg ein. In Cincinnati gewann er gegen James Blake den 50. Titel seiner Karriere. Auch bei den US Open gewann Federer zum wiederholten Male, in drei Sätzen behielt er dort gegen Novak Đoković die Oberhand. Damit gewann er seit 2004 im vierten Jahr in Folge sowohl Wimbledon als auch die US Open. Somit hatte Federer erneut nur im Final der French Open eine Grand-Slam-Niederlage hinnehmen müssen. Bei anderen Turnieren zeigte sich Federer indes schlagbar. So triumphierte er erstmals seit 2003 bei weniger als drei Masters-Series-Turnieren. Einzig in Hamburg und Cincinnati stand er am Ende als Turniersieger fest; in Monte Carlo, Montreal und Madrid unterlag er im Final, während er bei den anderen vier Masters-Turnieren den Viertelfinal nicht erreichte. Dennoch verteidigte Federer die Ranglistenspitze über den gesamten Saisonverlauf und beendete nach seinem vierten Triumph beim Tennis Masters Cup die Saison zum vierten Mal in Folge auf dieser Position. Dies war bis dahin nur den Amerikanern Pete Sampras (6×), Jimmy Connors (5×) und John McEnroe (4×) gelungen.
Bereits zu Beginn der Saison 2008 endete die nächste Chance auf den Gewinn des Grand Slam. Federer schied im Halbfinal der Australian Open gegen Novak Đoković aus. Damit riss auch seine Serie von zehn aufeinanderfolgenden Finalteilnahmen bei Grand-Slam-Turnieren. Nach der Niederlage in Melbourne konnte Federer bis Ende März keinen Titel einfahren. Damit absolvierte er erstmals seit dem Jahr 2000 die ersten drei Monate einer Saison ohne Turniererfolg. Am 7. März 2008 gab Federer bekannt, dass er seit Dezember des Vorjahres am Pfeiffer-Drüsenfieber erkrankt sei. Anfang April gelang ihm in Estoril der erste Titelgewinn im Jahr 2008. Während der Sandplatzsaison erreichte er die Endspiele der Masters-Series-Turniere in Monte Carlo und Hamburg, wo er jeweils Rafael Nadal unterlag. Auch bei den French Open schaffte Federer den dritten Finaleinzug in Folge, musste aber die dritte Niederlage in Serie gegen Nadal hinnehmen. Ihm gelangen bei der Dreisatzniederlage lediglich vier Spielgewinne. Im Anschluss an die Finalniederlage in Paris sicherte er sich seinen zweiten Turniersieg des Jahres durch seinen bereits fünften Erfolg in Halle. In Wimbledon kam es zur insgesamt sechsten Finalbegegnung zwischen Federer und Nadal bei einem Turnier dieser Kategorie. Von 2006 bis 2008 standen sie sich in jedem French-Open- und Wimbledon-Final gegenüber, das gelang bisher keiner anderen Spielerpaarung. Nach fast fünf Stunden Spielzeit im längsten Wimbledon-Final der Geschichte endete die Serie von 65 Siegen auf Rasen sowie fünf Titeln und 40 Siegen in Folge in Wimbledon. Mit 7:9 im fünften Satz musste sich Federer geschlagen geben, der damit erstmals seit sechs Jahren ohne Erfolg bei den ersten drei Grand-Slam-Turnieren des Jahres geblieben war.

### Verlust und Rückeroberung der Weltranglistenführung (2008–2010)

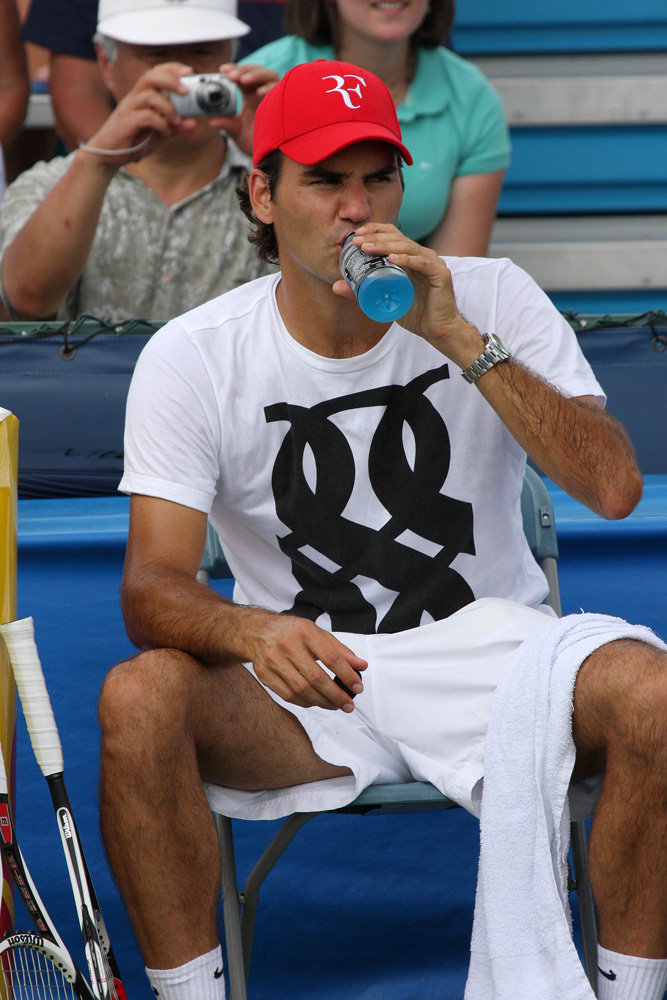
Federer 2008 in Ohio

Beim Masters-Turnier in Cincinnati schied er im Achtelfinal aus, womit feststand, dass er nach 237 Wochen an der Weltranglistenspitze durch Nadal abgelöst wurde. Bei den Olympischen Spielen 2008 in Peking, bei denen er wie vier Jahre zuvor Fahnenträger bei der Eröffnungsfeier war, trat er im Einzel sowie im Doppel an der Seite von Stan Wawrinka an. Während er im Einzel im Viertelfinal gegen James Blake ausschied, gewannen er und Wawrinka den Doppelfinal gegen die Schweden Simon Aspelin und Thomas Johansson und damit die Goldmedaille.
Bei den US Open gelang Federer nach drei sieglosen Teilnahmen in Folge wieder der Titelgewinn bei einem Grand-Slam-Turnier. Im Final schlug er Andy Murray in drei Sätzen. Mit seinem fünften Sieg in Folge bei den US Open stellte er den Open-Era-Rekord von Pete Sampras und Jimmy Connors ein und wurde damit zum ersten Spieler der zwei Grand-Slam-Turniere fünfmal in Serie gewann. Während der Hallensaison gewann er seinen vierten Saisontitel beim Turnier in Basel. Beim Masters-Series-Turnier von Madrid unterlag er dagegen im Halbfinal Andy Murray. Dieser fügte Federer auch seine zweite Niederlage beim Tennis Masters Cup zu, so dass der Schweizer dort bei seiner siebten Teilnahme erstmals in der Gruppenphase scheiterte. Dennoch reichte ihm der eine Sieg, um sich zum Saisonende Platz 2 der Weltrangliste zu sichern.
Bei den Australian Open erreichte Federer 2009 den Final und damit die Möglichkeit, in der Partie gegen Rafael Nadal den Grand-Slam-Rekord von Pete Sampras einzustellen. Doch wie schon im Wimbledon-Final unterlag Federer dem Spanier in fünf Sätzen und mehr als vier Stunden Spielzeit. Im Matchverlauf nutzte er nur sechs seiner 19 Breakmöglichkeiten.
Auch bei den ersten beiden Masters-Turnieren der Saison 2009 blieb er titellos. Während er in Indian Wells im Halbfinal Murray in drei Sätzen unterlag, scheiterte er in Miami ebenfalls in der Vorschlussrunde an Đoković. Zu Beginn der Sandplatzsaison in Monte Carlo erlebte Federer einen weiteren Rückschlag, als er seinem Doppelpartner und Freund Stan Wawrinka bereits im Achtelfinal in zwei Sätzen unterlag. Nach einem weiteren Halbfinalaus gegen Đoković in Rom gelang ihm in Madrid sein erster Turniersieg seit sieben Monaten. Er bezwang im Final den Weltranglistenersten Nadal in zwei Sätzen, zum ersten Mal nach fünf sieglosen Partien in den Jahren 2008 und 2009, und errang seinen ersten Masters-Titel seit August 2007.
Bei den French Open 2009 erreichte Federer zum vierten Mal in Folge den Final, wobei er auf dem Weg ins Endspiel sowohl im Achtelfinal gegen Tommy Haas als auch im Halbfinal gegen Juan Martín del Potro über die volle Distanz von fünf Sätzen gehen musste. Im Final traf er auf den Schweden Robin Söderling, der zuvor dem vierfachen Titelträger Nadal dessen erste Niederlage in Roland Garros zugefügt hatte. Den Final gewann Federer mit 6:1, 7:6 und 6:4, wodurch er den Rekord von Pete Sampras mit insgesamt 14 Grand-Slam-Titeln einstellte. Zudem war Federer durch den Erfolg der sechste Spieler in der Geschichte (nach Fred Perry, Don Budge, Rod Laver, Roy Emerson und Andre Agassi), der alle vier Turniere der höchsten Kategorie mindestens einmal für sich entscheiden konnte.

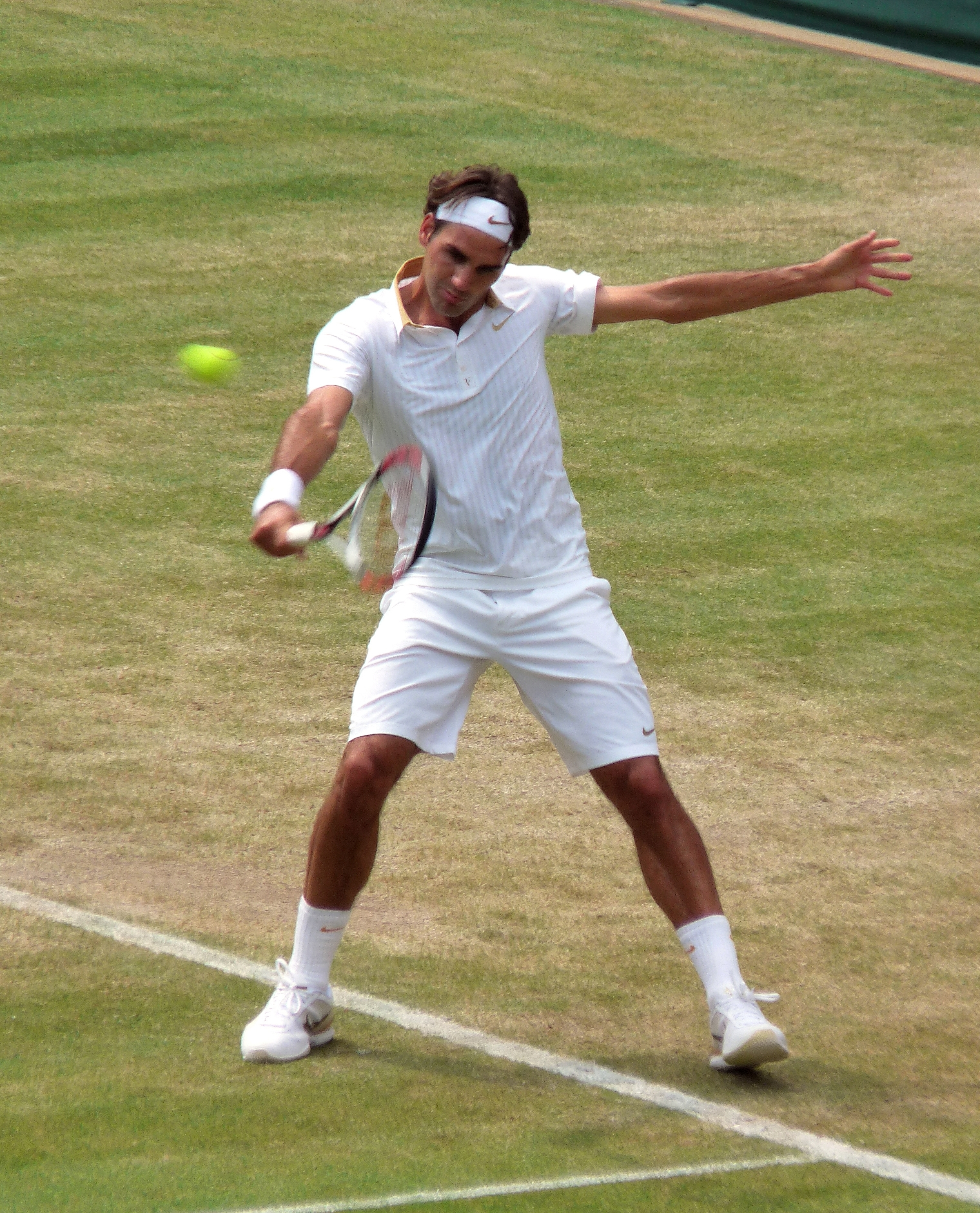
Federer 2009 in Wimbledon

In Wimbledon zog Federer 2009 bei nur einem Satzverlust im Turnierverlauf in den Final ein. Die siebte Finalteilnahme in Folge bedeutete zugleich einen neuen Turnierrekord. Er traf zum dritten Mal nach 2004 und 2005 auf Andy Roddick. Wie schon in den Endspielen von 2007 und 2008 wurde Federer über die volle Distanz gezwungen, ging aber am Ende mit 5:7, 7:6, 7:6, 3:6 und 16:14, dem längsten fünften Satz in einem Grand-Slam-Final, als Sieger vom Platz. Mit seinem 15. Grand-Slam-Titel stellte er einen neuen Rekord auf. Da Titelverteidiger Nadal seine Teilnahme aufgrund einer Verletzung abgesagt hatte, eroberte Federer durch seinen sechsten Wimbledon-Erfolg nach 46 Wochen zudem Platz 1 der Weltrangliste zurück.
Bei der anschliessenden nordamerikanischen Hartplatzsaison endete Federers Serie nach 21 Siegen im Viertelfinal von Montreal gegen Jo-Wilfried Tsonga. Eine Woche später bezwang er Đoković im Final von Cincinnati und feierte seinen vierten Saisonerfolg, wobei er im Halbfinal auch erstmals seit vier Partien wieder Andy Murray bezwingen konnte. Damit startete Federer erneut als Topfavorit und nach einer Unterbrechung von zwei Grand-Slam-Turnieren auch wieder als topgesetzter Spieler in die US Open. In Flushing Meadows erreichte er seinen sechsten US-Open-Final in Folge. Damit stand er nach 2006 und 2007 zum dritten Mal innerhalb einer Saison in allen vier Grand-Slam-Endspielen, was einen neuen Rekord bedeutete. Wie bereits in Melbourne und Wimbledon wurde das Match erst im fünften Satz entschieden. Nach über vier Stunden Spielzeit unterlag Federer dem Argentinier Juan Martín del Potro im entscheidenden Satz mit 2:6, damit riss die Rekordserie von 40 Siegen in Folge bei diesem Turnier. Bei den World Tour Finals zum Abschluss der Saison verlor er im Halbfinal gegen den späteren Turniersieger Nikolai Dawydenko. Dennoch reichte das Resultat, um zum fünften Mal eine Saison auf Platz 1 der Weltrangliste zu beenden, womit zu diesem Zeitpunkt in dieser Statistik nur noch Pete Sampras vor ihm liegt, dem dies in seiner Karriere sechsmal gelungen ist.
Das Jahr 2010 begann für Federer mit einem Halbfinalaus gegen den späteren Turniersieger Dawydenko in Doha. Bei den anschliessenden Australian Open erreichte er u. a. durch eine geglückte Revanche gegen Dawydenko seinen 23. Grand-Slam-Halbfinal in Folge sowie den achten Grand-Slam-Final in Serie. Im Endspiel von Melbourne schlug er Andy Murray in drei Sätzen. Durch seinen 16. Grand-Slam-Titel stellte Federer Andre Agassis Open-Era-Rekord mit vier Australian-Open-Siegen ein und entschied zudem in der achten Saison in Folge mindestens ein Grand-Slam-Turnier für sich, dies war zuvor nur Pete Sampras und Björn Borg gelungen. Nach diesem Turnier endete die seit 2004 anhaltende Dominanz Federers bei Grand-Slam-Turnieren.
Im Anschluss litt Federer unter einer Lungenentzündung und schied bei den Masters-Turnieren in den USA sowie zu Beginn der Sandplatzsaison jeweils früh aus. Erst beim Turnier von Madrid gelang ihm wieder eine Endspielteilnahme. In der Wiederauflage des Vorjahresfinals unterlag er jedoch Nadal in zwei Sätzen.

### Erneuter Verlust der Spitzenposition (2010–2011)
Bei den French Open kam es im Viertelfinal zum Duell mit Söderling, den Federer im Vorjahresfinal besiegt hatte. Dabei gelang dem Schweden die Revanche, und Federers Serie für ununterbrochene Halbfinalteilnahmen bei Grand-Slam-Turnieren endete. Aufgrund des Turniersiegs von Nadal in Roland Garros verlor er zudem die Weltranglistenführung erneut an den Spanier. Mit insgesamt 285 Wochen an der Spitze der Rangliste fehlte ihm dabei nur eine Woche zur Egalisierung des Rekords von Pete Sampras. Damit endete seine Serie von acht Grand-Slam-Finals in Folge. Zwischen Wimbledon 2005 und den Australian Open 2010 stand er bei neunzehn Turnieren 18-mal im Final, nur in Melbourne wurde er 2008 im Halbfinal von Đoković besiegt.
Beim Turnier von Wimbledon scheiterte er als Titelverteidiger im Viertelfinal in vier Sätzen an Tomáš Berdych. Durch die Niederlage büsste Federer einen weiteren Platz in der Weltrangliste ein und fand sich zum ersten Mal seit über sechs Jahren auf Rang 3 wieder. Bereits bei seinem nächsten Turnier nach Wimbledon eroberte er sich durch einen Finaleinzug jedoch Position 2 zurück. Während er das Endspiel gegen Murray verlor, gewann er eine Woche später durch einen Dreisatzsieg über den Amerikaner Mardy Fish in Cincinnati seinen 17. Titel bei einem Masters-Turnier.
Bei den US Open 2010 erreichte Federer nach zuletzt zwei Viertelfinalniederlagen wieder einen Grand-Slam-Halbfinal, den er jedoch gegen Novak Đoković verlor. Dadurch musste er den Serben auch in der Weltrangliste an sich vorbeiziehen lassen. Anschliessend gelangen Federer drei Finalteilnahmen in Folge, wobei er Turniersiege in Stockholm und bei seinem Heimturnier in Basel feierte, während er sich in Schanghai Andy Murray geschlagen geben musste. Damit erreichte er abermals Platz 2 der Weltrangliste und zog mit dem Sieg in Stockholm, seinem insgesamt 64. Turniersieg, in dieser Kategorie mit Sampras gleich.
Zum Abschluss der Saison konnte Federer zum fünften Mal die ATP World Tour Finals gewinnen. Dabei setzte er sich im Turnierverlauf gegen Đoković, Murray und Nadal durch, die die Plätze 4, 3 und 1 der Weltrangliste belegten. Mit seinem fünften Triumph beim Saisonabschlussturnier zog er mit den Rekordsiegern Lendl und Sampras gleich.
Nach einem erfolgreichen Start ins Jahr 2011 mit einem Sieg in Doha scheiterte Federer bei den Australian Open wie bereits bei den US Open 2010 im Halbfinal an Đoković. Zum ersten Mal seit Wimbledon 2003 hielt Federer nun keinen Grand-Slam-Titel mehr.
Anschliessend erreichte er das Endspiel in Dubai, wo er wiederum Đoković unterlag, wie auch kurze Zeit später im Halbfinal von Indian Wells, wodurch der Serbe Federer in der Weltrangliste überholte. Nach einer weiteren Halbfinalniederlage in Miami gegen Nadal begann für Federer die Sandplatzsaison. Bei seinen Auftritten in Monte Carlo, Madrid und Rom erreichte er lediglich in der spanischen Hauptstadt einen Halbfinal, den er gegen Nadal in drei Sätzen verlor. Bei den French Open bezwang er im Halbfinal Đoković nach zuletzt drei Niederlagen und beendete damit die Siegesserie des Serben von 43 Matches. Das Endspiel verlor er gegen Nadal in vier Sätzen. In Wimbledon scheiterte Federer wie bereits im Vorjahr im Viertelfinal. Bei der Fünfsatzniederlage gegen den Franzosen Jo-Wilfried Tsonga verspielte er erstmals in seiner Grand-Slam-Karriere eine 2:0-Satzführung. Bei den US Open erreichte er durch einen Dreisatzsieg im Achtelfinal gegen den Argentinier Juan Monaco zum 30. Mal in Folge den Viertelfinal eines Grand-Slam-Turniers. Gegen Tsonga machte Federer in drei Sätzen seinen Halbfinaleinzug perfekt. Dort unterlag er trotz zweier Matchbälle und einer 2:0-Satzführung dem späteren Turniersieger und Weltranglistenersten Đoković. Es war das fünfte Duell in Serie in New York seit 2007, das ist Rekord bei den Grand-Slams. Damit konnte Federer erstmals seit 2002 kein Grand-Slam-Turnier in einer Saison gewinnen.
Den Start beim folgenden Masters-Turnier von Schanghai sagte Federer aufgrund kleinerer Verletzungen ab. Dadurch fiel er in der Weltrangliste hinter Murray auf Rang 4 zurück. Den zweiten Turniererfolg des Jahres feierte Federer dann bei den Swiss Indoors in Basel; er besiegte im Final den Japaner Kei Nishikori, der zuvor den Weltranglistenersten Đoković bezwungen hatte. Eine Woche darauf siegte Federer mit einem Endspielsieg über Jo-Wilfried Tsonga auch erstmals in seiner Karriere beim Masters-Turnier in Paris-Bercy.
Bei den ATP World Tour Finals 2011 zog Federer ohne Matchverlust in der Gruppenphase, in der er unter anderem Nadal besiegte, in seinen insgesamt 100. Karrierefinal im Einzel ein. Durch das Erreichen des Endspiels konnte er zudem zum Saisonende wieder Position 3 der Weltrangliste einnehmen. Im Final traf er wie zwei Wochen zuvor in Paris auf Jo-Wilfried Tsonga, den er in drei Sätzen besiegte. Mit seinem sechsten Erfolg beim Saisonabschlussturnier, zugleich sein 70. Einzeltitel insgesamt, überholte Federer Pete Sampras und Ivan Lendl und ist nun alleiniger Rekordsieger des Turniers.

### Siebter Sieg in Wimbledon und vorübergehende Weltranglistenführung (2012)

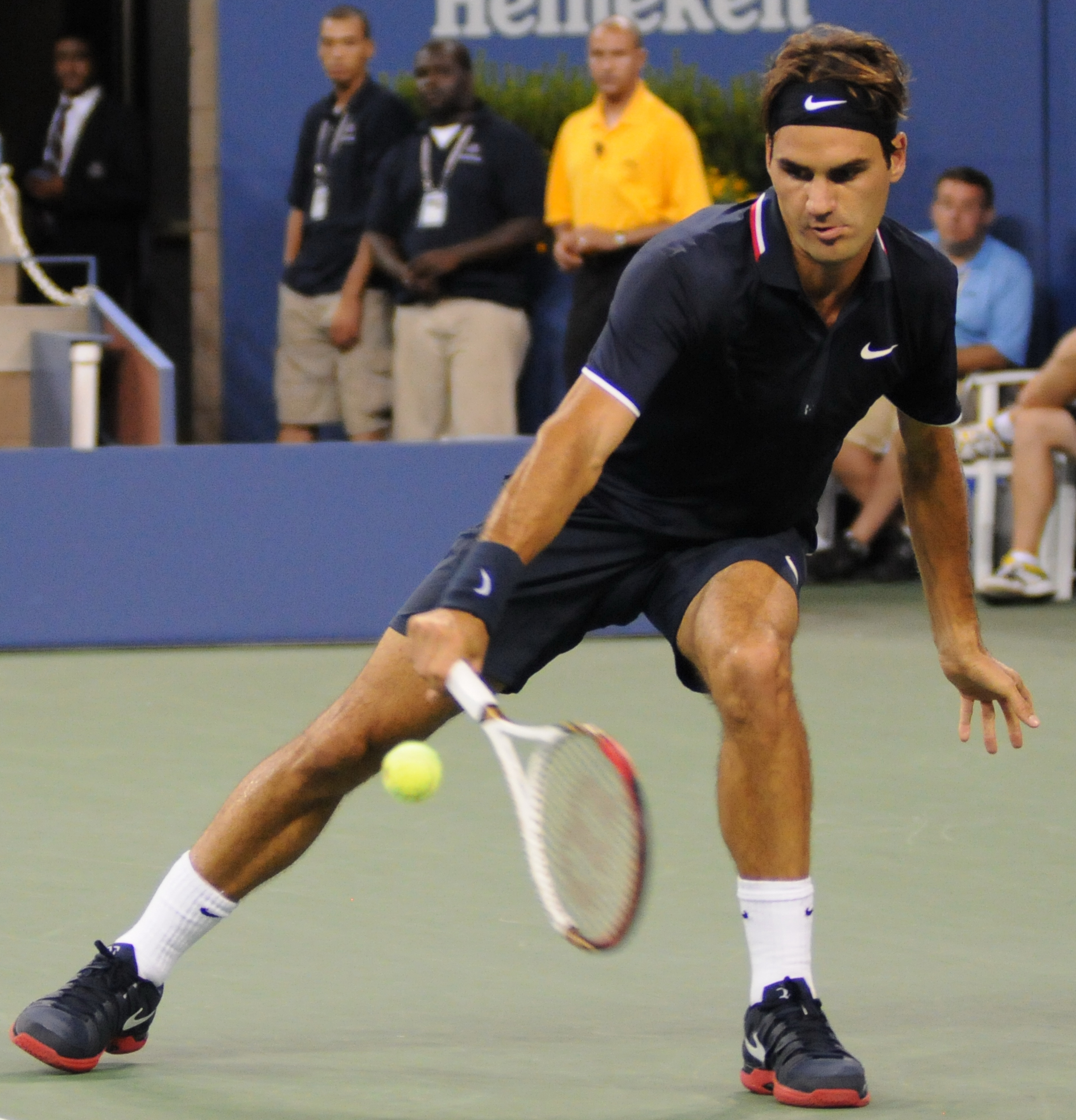
Roger Federer, 2012

Zu Beginn des Jahres 2012 zog Federer in den Halbfinal des Turniers von Doha ein, wodurch er seine Siegesserie auf 20 Erfolge ausbaute; das Halbfinalmatch gegen Tsonga sagte er aufgrund von Rückenproblemen jedoch ab. Bei den Australian Open erreichte der Schweizer den Halbfinal, musste sich dort jedoch Nadal in vier Sätzen geschlagen geben. Sein nächstes Turnier bestritt er im Februar in Rotterdam, wo er seinen ersten Final des Jahres erreichte, den er gegen Juan Martín del Potro klar in zwei Sätzen gewann. Bereits zwei Wochen später feierte er mit einem Zweisatzerfolg über Andy Murray im Final von Dubai seinen nächsten Titel. Beim ersten Masters-Turnier der Saison in Indian Wells erreichte Federer durch einen Halbfinalsieg über Nadal sein drittes Endspiel in Folge. Mit seinem 19. Erfolg bei einem Masters-Turnier in zwei Sätzen gegen John Isner egalisierte er dabei den Rekord für die meisten Turniersiege dieser Kategorie. Bei den Sony Ericsson Open schied er in der dritten Runde gegen Andy Roddick aus.
Die Sandplatzsaison begann Federer beim Masters-Turnier von Madrid. Bei diesem erstmals auf blauem Sand ausgetragenen Wettbewerb feierte er mit einem Dreisatzerfolg über Tomáš Berdych seinen 20. Masters-Turniersieg, womit er den Rekord für die meisten Masterstitel erneut egalisierte, den Nadal durch einen Sieg in Monte Carlo zwischenzeitlich verbessert hatte. Mit seinem insgesamt dritten Sieg in Madrid überholte Federer zudem Nadal in der Weltrangliste und nahm erstmals seit März 2011 wieder Position 2 ein. Eine Woche später schied er in Rom im Halbfinal in zwei Sätzen gegen Novak Đoković aus und fiel in der Weltrangliste wieder hinter Nadal, der das Turnier gewann, zurück.
Bei den French Open erreichte Federer den Halbfinal, musste sich dort jedoch abermals Đoković geschlagen geben. Im Turnierverlauf stellte er die von Jimmy Connors gehaltenen Rekorde für die meisten Matchgewinne bei Grand-Slam-Turnieren sowie die meisten Halbfinalteilnahmen bei Turnieren dieser Kategorie ein und überbot die zuerst genannte Bestmarke.
Die Rasensaison begann Federer in Halle, wo er das Endspiel erreichte, das er allerdings gegen den Deutschen Tommy Haas in zwei Sätzen verlor. Im Anschluss startete Federer beim Turnier von Wimbledon. Hier holte er in der dritten Runde einen 0:2-Satzrückstand gegen den Franzosen Julien Benneteau auf und zog schliesslich in seinen insgesamt 32. Grand-Slam-Halbfinal ein, womit Federer zum alleinigen Rekordhalter wurde. In der Vorschlussrunde traf er wie zuvor in Paris auf Đoković, den er diesmal in vier Sätzen bezwang. Damit erreichte Federer seinen achten Final in Wimbledon, was einen weiteren Rekord bedeutete. Im Final rang er Andy Murray, der als erster Brite seit 1938 den Final in Wimbledon erreicht hatte, nach Satzrückstand mit 4:6, 7:5, 6:3 und 6:4 nieder. Mit seinem Sieg egalisierte Federer den Rekord von Pete Sampras und William Renshaw mit sieben Siegen in Wimbledon; es war sein 17. Grand-Slam-Titel. Zudem übernahm er erstmals seit Mai 2010 die Führung in der Weltrangliste, stellte damit den von Sampras gehaltenen Rekord von 286 Wochen an der Weltranglistenspitze ein und wurde eine Woche später alleiniger Rekordhalter.

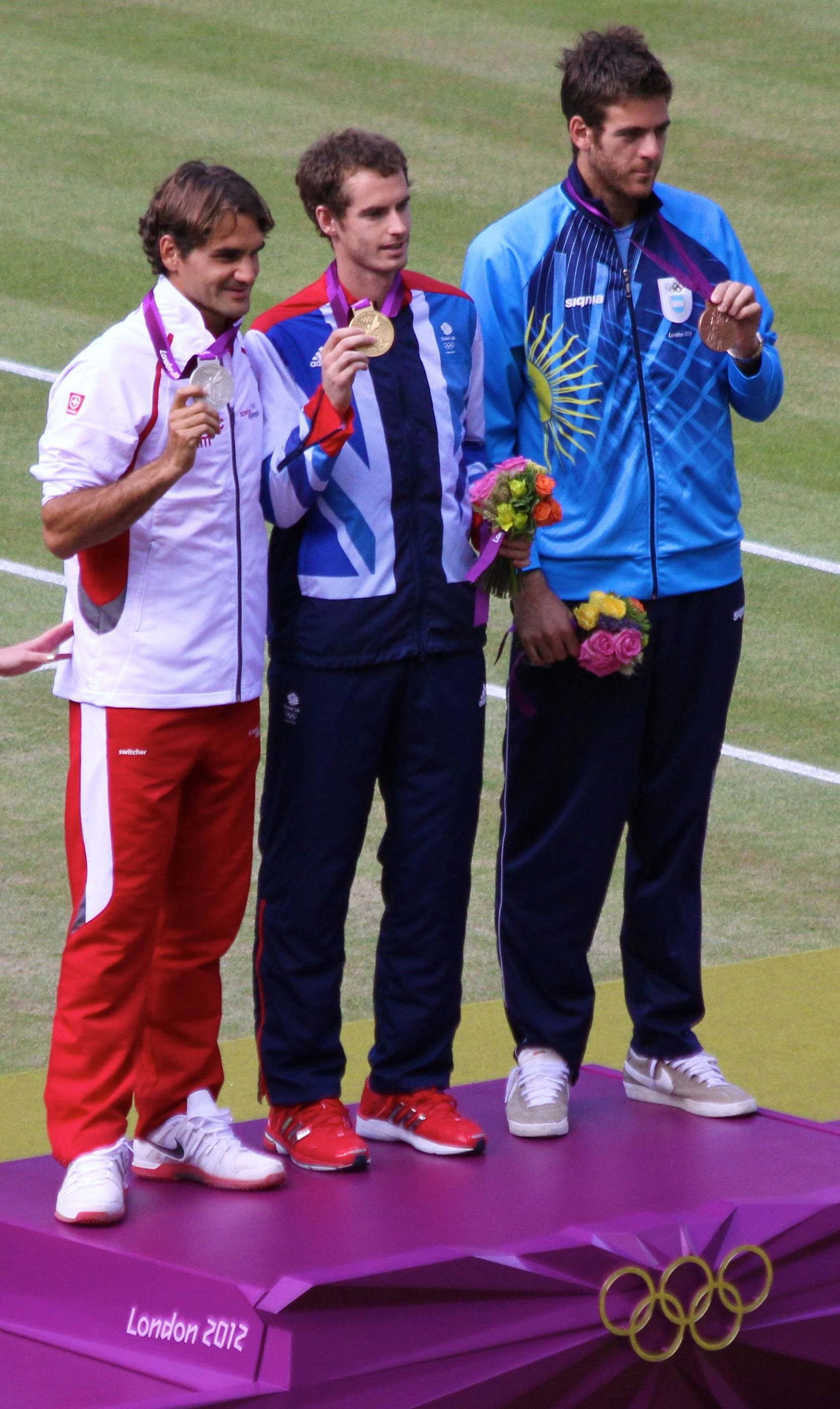
Federer (li.) bei der Siegerehrung der Olympischen Sommerspiele 2012

 Bei den Olympischen Spielen in London gewann Federer mit der Silbermedaille seine erste Einzelmedaille bei Olympischen Spielen. Dabei war er nach Athen und Peking zum dritten Mal als Schweizer Fahnenträger vorgesehen, verzichtete jedoch zu Gunsten von Stan Wawrinka auf diese Ehre. Im olympischen Tennisturnier, das auf der Anlage von Wimbledon ausgetragen wurde, traf er im Halbfinal auf Juan Martín del Potro, den er nach knapp viereinhalb Stunden Spielzeit im längsten Dreisatzmatch der Open Era mit 19:17 im dritten Satz bezwang. Im Final kam es zu einer Neuauflage des Wimbledon-Endspiels gegen Andy Murray, die der Brite nach Sätzen mit 3:0 für sich entschied.
Die amerikanische Hartplatzsaison begann Federer, nachdem er seinen Auftritt beim Turnier von Toronto abgesagt hatte, beim Masters-Turnier von Cincinnati. Dort gewann er das Endspiel in zwei Sätzen gegen Đoković und stellte mit seinem 21. Turniersieg in dieser Kategorie zum dritten Mal den Rekord von Nadal für die meisten Turniererfolge bei Masters-Turnieren ein. Federer gab während des gesamten Turnierverlaufs kein einziges Mal seinen Aufschlag ab, was ihm zuletzt 2008 in Halle gelungen war.
Bei den anschliessenden US Open unterlag Federer im Viertelfinal Tomáš Berdych in vier Sätzen und erreichte damit erstmals seit 2003 nicht den Halbfinal in Flushing Meadows. Nach einem Davis-Cup-Einsatz für die Schweiz gegen die Niederlande spielte Federer sein nächstes Turnier erst wieder im Oktober in Schanghai. Dort erreichte er die Runde der letzten Vier, in der er sich Murray in zwei Sätzen geschlagen geben musste. Beim folgenden Heimturnier in Basel zog er in sein insgesamt neuntes Endspiel bei diesem Turnier ein, unterlag jedoch del Potro in drei Sätzen. Für das eine Woche später stattfindende Turnier von Paris-Bercy sagte Federer als Titelverteidiger ab. Damit stand fest, dass er nach insgesamt 302 Wochen an der Spitze der Weltrangliste von Đoković abgelöst werden und das Jahr 2012 auf Platz zwei der Wertung beenden würde.
Beim Saisonabschlussturnier in London erreichte Federer trotz einer erneuten Niederlage gegen del Potro in der Gruppenphase den Halbfinal. Hier behielt er gegen Murray in zwei Sätzen die Oberhand und zog damit in das achte Endspiel insgesamt und das dritte in Folge bei Turnieren dieser Kategorie ein. Im Final traf er auf den neuen Weltranglistenersten Đoković, dem er mit 6:7 und 5:7 unterlag.

### Zwischenzeitlicher Sturz aus den Top 5 der Weltrangliste (2013–2016)
2013 kam Federer bei den Australian Open bis in den Halbfinal, wo er Andy Murray in fünf Sätzen unterlag. Bei den folgenden Turnieren in Rotterdam und Indian Wells erreichte er jeweils den Viertelfinal, in Dubai den Halbfinal und in Madrid den Achtelfinal. In Rom stand er erstmals in der Saison in einem Endspiel, das er jedoch mit 1:6 und 3:6 gegen Nadal klar verlor. Bei den French Open schied er im Viertelfinal durch eine glatte Niederlage in drei Sätzen gegen Jo-Wilfried Tsonga aus. Bei den Gerry Weber Open in Halle sicherte sich Federer mit seinem sechsten Sieg bei diesem Turnier seinen einzigen Saisontitel; er gewann das Endspiel gegen Michail Juschny in drei Sätzen.
In Wimbledon schied Federer überraschend früh aus. Er unterlag in der zweiten Runde dem ungesetzten Serhij Stachowskyj mit 7:6, 6:7, 5:7 und 6:7. Damit endete seine Serie von 36 Viertelfinalteilnahmen bei Grand-Slam-Turnieren in Folge. Er fiel in der Weltrangliste auf Platz 5 zurück und stand somit erstmals seit zehn Jahren nicht in den Top 4. Danach trat er am Hamburger Rothenbaum an. Dort unterlag er im Halbfinal der Nummer 114 der Welt, Federico Delbonis, mit 6:7 und 6:7. In Gstaad verlor er gegen Daniel Brands bereits seine Auftaktpartie. Bedingt durch Rückenbeschwerden konnte Federer bei beiden Turnieren nicht in Bestform antreten. Seine Teilnahme am Kanada Masters sagte er daraufhin ab; in Cincinnati trat er allerdings zur Titelverteidigung an. Im Viertelfinal unterlag er Nadal mit 7:5, 4:6 und 3:6, wodurch er in der Weltrangliste hinter Juan Martín del Potro und Tomáš Berdych auf Rang 7 abrutschte, die schlechteste Platzierung seit Oktober 2002.
Bei den US Open verlor Federer im Achtelfinal gegen Tommy Robredo. So früh war er zuletzt 2003 beim vierten Major-Turnier der Saison ausgeschieden. In den letzten Saisonwochen verbesserten sich seine Ergebnisse wieder etwas. So erreichte er bei seinem Heimturnier in Basel den Final, musste sich dort aber, wie schon im Vorjahr, del Potro in drei Sätzen geschlagen geben. Bei seinen letzten beiden Turnierauftritten in Paris und bei den Tour Finals in London erreichte Federer jeweils den Halbfinal und beendete die Saison auf Platz 6 der Weltrangliste. Ausserhalb der Top 5 hatte Federer eine Saison letztmals im Jahr 2002 beendet.
Die Saison 2014 begann er mit einem Finaleinzug in Brisbane. Im Endspiel unterlag er Lleyton Hewitt in drei Sätzen. Bei den Australian Open besiegte er im Viertelfinal Murray, im Halbfinal unterlag er anschliessend Nadal in drei Sätzen. In Dubai besiegte er im Halbfinal Đoković und im Final Tomáš Berdych, was den ersten Turniersieg seit Halle im Jahr zuvor bedeutete und ihm gleichzeitig Platz 4 im Ranking bescherte.
Beim nächsten Aufeinandertreffen von Federer und Đoković im Final von Indian Wells unterlag Federer in drei Sätzen. Beim anschliessenden Masters in Miami unterlag er im Viertelfinal Kei Nishikori. In Monte Carlo erreichte er nach einem Halbfinalsieg über Đoković das Endspiel, das er gegen seinen Landsmann Stan Wawrinka verlor. Bei den French Open scheiterte er im Achtelfinal an Ernests Gulbis. Beim Vorbereitungsturnier für Wimbledon in Halle wiederholte er mit einem Sieg über Alejandro Falla seinen Triumph aus dem Vorjahr. In Wimbledon erreichte er den Final und unterlag Đoković in einem fast vier Stunden dauernden Fünfsatzmatch. Beim Masters in Toronto erreichte er den Final, den er gegen Tsonga mit 5:7 und 6:7 verlor. In Cincinnati gewann er mit seinem Finalsieg über David Ferrer seinen 80. Einzeltitel.
Bei den US Open erreichte er den Halbfinal, den er überraschend in drei Sätzen gegen Marin Čilić verlor. Davor drehte er gegen Gaël Monfils zum neunten Mal in seiner Karriere einen 0:2-Satzrückstand; er gewann den Viertelfinal mit 4:6, 3:6, 6:4, 7:5 und 6:2. Beim Shanghai Masters erreichte Federer das neunte Endspiel im Jahr 2014 und besiegte Gilles Simon in zwei Sätzen jeweils im Tie-Break, nachdem er bereits im Halbfinal Đoković besiegt hatte. Es war sein erster Titelgewinn dort und liess ihn in der Weltrangliste auf Rang 2 vorrücken. Anschliessend gewann Federer auch die Swiss Indoors durch einen souveränen Finalsieg über David Goffin.
Zum Ende des Jahres 2014 nahm er an den World Tour Finals in London teil. Nach Siegen über Milos Raonic, Kei Nishikori, Andy Murray und Stan Wawrinka zog er zwar in den Final ein, musste diesen aber aufgrund von Rückenschmerzen absagen.
Das Jahr 2015 begann für Federer mit einem Turniersieg in Brisbane. Der Finalsieg gegen Milos Raonic war zugleich sein 1000. Sieg auf der ATP World Tour. Vor ihm hatten dies nur Ivan Lendl (1071) und Jimmy Connors (1253) geschafft. Bei den Australian Open schied Federer bereits in Runde drei gegen Andreas Seppi aus. Im Februar feierte er in Dubai seinen zweiten Turniererfolg der Saison und seinen siebten Sieg bei diesem Turnier, als er im Final Novak Đoković bezwang.
In Indian Wells gelang ihm der Einzug ins Endspiel, das er in drei Sätzen gegen Đoković verlor. Die Sandplatzsaison begann für Federer mit dem Masters in Monte Carlo, wo er die dritte Runde nicht überstand; er verlor gegen Gaël Monfils in zwei Sätzen. Danach gewann er mit einem Finalsieg gegen Pablo Cuevas das Turnier in Istanbul. Es war sein 85. Karrieretitel und sein erster Turniersieg auf Sand seit dem Triumph in Madrid 2012. Bei ebendiesem Turnier scheiterte er, an Position 1 gesetzt, bereits in seiner Auftaktpartie gegen Nick Kyrgios. In Rom erreichte er wie in Indian Wells den Final gegen Đoković und blieb erneut sieglos. Die French Open endeten für Federer im Viertelfinal. Gegen seinen Landsmann und späteren Turniersieger Stan Wawrinka verlor er die Partie in drei Sätzen.
Die Rasensaison eröffnete Federer mit dem Start bei den Gerry Weber Open in Halle. Mit einem Finalsieg über Andreas Seppi hatte er als erst dritter Spieler der Open Era (nach Guillermo Vilas und Rafael Nadal) ein Turnier achtmal gewonnen. Auch in Wimbledon erreichte Federer das Endspiel, seine zehnte Finalteilnahme bei diesem Turnier. In vier Sätzen unterlag er, zum wiederholten Male in dieser Saison, Novak Đoković. Im Final von Cincinnati revanchierte er sich für diese Niederlage, ehe der Serbe bei den US Open im Final wieder den Sieg davontrug. Seinen Titel beim Shanghai Masters konnte Federer nicht verteidigen, da er bereits in seiner ersten Partie überraschend dem Spanier Albert Ramos Viñolas unterlag. Den Titel bei den Swiss Indoors Basel gewann er allerdings erneut, diesmal gegen seinen langjährigen Rivalen Nadal. Es war sein erster Sieg über Nadal seit mehr als drei Jahren. Beim letzten Masters-Turnier 2015 in Paris schied Federer im Achtelfinal gegen John Isner aus. Bei den ATP World Tour Finals 2015 erreichte er den Final, in dem er erneut Đoković unterlag, den er in der Gruppenphase noch geschlagen hatte.
Im Jahr 2016 hatte Federer mit Verletzungen zu kämpfen. Er spielte nur sieben Turniere und blieb dabei erstmals seit 2000 ohne Titelgewinn. Zu Saisonbeginn unterlag er Milos Raonic im Final von Brisbane, bei den Australian Open wurde er wieder einmal von Đoković geschlagen. Verletzungen zwangen ihn, bis zum Monte-Carlo Masters zu pausieren. Dort spielte er sich bis in den Viertelfinal vor, ehe er von Jo-Wilfried Tsonga geschlagen wurde. Bei seinen nächsten beiden Turnierauftritten in Rom und Stuttgart wurde Federer jeweils vom jungen Österreicher Dominic Thiem bezwungen. Bei den French Open konnte er nicht auftreten, womit er erstmals seit den US Open 1999 ein Grand-Slam-Turnier verpasste. In Halle unterlag er Alexander Zverev im Halbfinal. In Wimbledon scheiterte Federer im Halbfinal an Milos Raonic, nachdem er in der Runde zuvor gegen Marin Čilić einen Zweisatz-Rückstand aufgeholt hatte. Danach sagte er wegen anhaltender Knieprobleme alle weiteren Turniere für 2016 ab. Dies führte dazu, dass er bis zum Jahresende auf Position 16 der Weltrangliste zurückfiel.

### Comeback – erster Grand-Slam-Titel seit fünf Jahren und achter Wimbledon-Triumph (2017)
In Australien nutzte Federer lediglich den Hopman Cup als Vorbereitung für das erste Grand-Slam-Turnier des Jahres, wo er mit Belinda Bencic zwei von drei Begegnungen gewann. Bei den Australian Open holte er seinen 18. Grand-Slam-Titel. Nur an Position 17 gesetzt, erreichte er zunächst den Viertelfinal, in dem er Mischa Zverev in drei Sätzen besiegte. Im Halbfinal bezwang er in fünf Sätzen seinen Landsmann Wawrinka, der sich nach den verlorenen ersten beiden Sätzen noch zum Satzausgleich durchgekämpft hatte. Im Final kam es zu einer erneuten Begegnung mit Dauerrivale Nadal, dem er in Melbourne zuletzt im Final von 2009 gegenübergestanden hatte. Für die damalige Niederlage in fünf Sätzen konnte sich Federer, wiederum in fünf Sätzen (6:4, 3:6, 6:1, 3:6, 6:3), revanchieren.
Nach einer frühen Niederlage im Achtelfinal der Dubai Championships gegen den Qualifikanten Jewgeni Donskoi gelang Federer bei seinem vierten Turnierstart des Jahres der Sieg bei den Paribas Open in Indian Wells, wo er im Final Wawrinka in zwei Sätzen bezwang. Damit stand Federer wieder an Position 6 der Weltrangliste. Nach einem engen Halbfinal gegen Nick Kyrgios in drei jeweils im Tiebreak entschiedenen Sätzen holte sich Federer mit dem glatten Zweisatzsieg über Nadal im Final von Miami diesen Titel und das sogenannte Sunshine Double, bestehend aus Indian Wells und Miami, jeweils zum dritten Mal. Dadurch verbesserte sich Federer in der Weltrangliste auf Rang 4.
Federer verzichtete auf die Sandplatzsaison und stieg erst zur Rasensaison wieder in den Turnierbetrieb ein. Beim MercedesCup in Stuttgart schied er im Achtelfinal gegen Tommy Haas aus, gewann danach jedoch seinen neunten Titel beim Turnier in Halle im Final gegen Alexander Zverev, gegen den er im Vorjahr noch im Halbfinal ausgeschieden war. In Wimbledon gewann Federer seinen 19. Grand-Slam-Titel und erreichte zum dritten Mal nach 2006 und 2008 ohne Satzverlust und zum elften Mal insgesamt den Final, wobei er u. a. fünf Tie-Breaks für sich entscheiden konnte, ohne dabei einen Breakball abwehren zu müssen. Im Final besiegte er Marin Čilić klar in drei Sätzen (6:3, 6:1, 6:4) und gewann damit das Rasenturnier erstmals ohne Satzverlust. Er überholte damit den Briten William Renshaw und den US-Amerikaner Pete Sampras, die je siebenmal den Einzel-Final von Wimbledon gewonnen hatten. Mit 35 Jahren und 342 Tagen war Federer der älteste Wimbledon-Finalist seit Ken Rosewall 1974. Mit seinem Finalerfolg ist er ältester Sieger des Turniers in der Open Era.
Danach legte er bis zum Masters von Montreal eine kurze Turnierpause ein. Dort verpasste er seinen sechsten Titel im sechsten Final des Jahres gegen Alexander Zverev in zwei Sätzen. In der Folgewoche hätte er in Cincinnati die Chance gehabt, mit einem Turniersieg an die Spitze der Weltrangliste zurückzukehren, musste aber die Teilnahme wegen Rückenschmerzen absagen. Bei den US Open schied er im Viertelfinal gegen Juan Martín del Potro aus. Dafür gewann er zwei Wochen danach als Mitglied der Europa-Auswahl den 2017 erstmals ausgetragenen Laver Cup und spielte erstmals an der Seite von Rafael Nadal ein Doppel, das die beiden gegen Sam Querrey und Jack Sock mit 6:4, 1:6, [10:5] gewannen; seine Einzelsiege gegen Querrey (6:4, 6:2) und Nick Kyrgios (4:6, 7:6, [11:9]) waren zusätzlich entscheidende Beiträge zum 15:9-Erfolg der Europa-Auswahl. Danach gewann er nacheinander die Turniere von Shanghai und Basel. Zum Saisonabschluss erreichte Federer bei den ATP Finals den Semifinal, wo er sich etwas überraschend David Goffin geschlagen geben musste. Mit insgesamt sieben Turniersiegen aus elf Turnieren war 2017 für Federer das erfolgreichste der letzten zehn Jahre – mehr Titel gewann er nur in den Saisons von 2004 bis 2007. Für Platz eins der Weltrangliste reichte es aber nicht, da auch Rafael Nadal in diesem Jahr zwei Grand-Slam-Turniere gewann und bei den beiden anderen in Summe mehr Punkte als Federer, der Paris ausgelassen hatte, sammeln konnte. Mehrmals hatte Federer die Chance auf die Nummer eins, blieb jedoch bei seiner Strategie, nach Turnieren längere Pausen einzulegen und insgesamt weniger Turniere zu spielen.

### 20. Grand-Slam-Titel und Rückkehr an die Weltranglistenspitze (2018)
Anfang 2018 konnte Federer bei den Australian Open seinen Titel erfolgreich verteidigen und gewann damit seinen 20. Grand-Slam-Titel, mit seinem sechsten Sieg in Melbourne stellte er den Rekord von Roy Emerson und Novak Đoković ein. Entgegen seiner ursprünglichen Saisonplanung meldete er sich kurz entschlossen bei dem Mitte Februar stattfindenden Turnier von Rotterdam an, da sich ihm die Gelegenheit bot, den zwischenzeitlich verletzten Rafael Nadal von der Weltranglistenspitze zu verdrängen. Dieses Vorhaben gelang mit dem Sieg im Viertelfinal gegen Robin Haase. Im Final des Turniers schlug er den Weltranglistendritten Grigor Dimitrow glatt in zwei Sätzen 6:2, 6:2. Am 19. Februar 2018, nach einer Unterbrechung von mehr als fünf Jahren, wurde Federer die älteste Nummer 1 der Geschichte. Nachdem er infolge der Finalniederlage gegen Juan Martin del Potro beim Turnier von Indian Wells (4:6, 7:6, 6:7) und der anschliessenden Zweitrundenniederlage gegen Thanasi Kokkinakis beim Turnier von Miami (6:3, 3:6, 6:7) seine Punkte als Vorjahressieger nicht hatte verteidigen können und daher zwischenzeitlich die Weltranglistenführung an Rafael Nadal verloren hatte, schuf er durch den Finaleinzug und den anschliessend gegen Milos Raonic (6:4, 7:6) errungenen ersten Finalsieg beim Turnier von Stuttgart die Voraussetzungen für seine Rückkehr auf den ersten Platz. Davor hatte Federer zum dritten Mal in Folge die Sandplatzsaison ausgelassen. In Halle erreichte er zum zwölften Mal den Final, diesen verlor er jedoch gegen Borna Ćorić in drei Sätzen mit 6:7, 6:3, 2:6. Bei Wimbledon trat Federer als Titelverteidiger an, unterlag jedoch überraschend im Viertelfinal Kevin Anderson nach über vier Stunden Spielzeit in fünf Sätzen mit 6:2, 7:6, 5:7, 4:6, 11:13. Damit verlor er zum dritten Mal bei einem Grand-Slam-Turnier ein Match nach einer 2:0-Satzführung. In Cincinnati erreichte er den 150. Final seiner Karriere, verlor diesen aber in zwei Sätzen gegen Novak Đoković, es bedeutete für ihn die erste Finalniederlage in Ohio. Bei den US Open verlor er bereits im Achtelfinal gegen John Millman in vier Sätzen, Federer hatte in diesem Match erhebliche Probleme mit den hohen Temperaturen und der hohen Luftfeuchtigkeit, Millman kam damit besser zurecht. In Shanghai unterlag Federer im Halbfinal Borna Ćorić mit 4:6, 4:6. Da Novak Đoković das Turnier gewann, fiel Federer auf den dritten Rang der Weltrangliste zurück. Bei seinem Heimturnier in Basel gewann er den Titel zum neunten Mal, als er im Final Marius Copil mit 7:6, 6:4 schlug, dieser Sieg war der 99. Titel seiner Karriere. Beim Masters in Paris verlor er im Halbfinal gegen Novak Đoković knapp in drei Sätzen mit 6:7, 7:5, 6:7. Danach nahm er zum insgesamt 16. Mal an den ATP Finals teil. Zu Beginn verlor er das erste Match gegen Kei Nishikori, gewann aber die nächsten beiden Spiele gegen Dominic Thiem und Kevin Anderson glatt in zwei Sätzen und traf anschliessend im Halbfinal auf Alexander Zverev, dem er 5:7 und 6:7 unterlag. So beendete Federer die Saison auf dem dritten Weltranglistenplatz.

### 100. Titel der Karriere und 12. Wimbledon-Final (2019)
Zu Beginn der Saison 2019 gewann er mit Belinda Bencic zum dritten Mal den Hopman Cup in Perth. Bei den Australian Open konnte Federer den Titel nicht verteidigen, er scheiterte im Achtelfinal an Stefanos Tsitsipas in vier engen Sätzen, damit riss auch seine Serie von 17 Siegen in Folge in Melbourne. Mit seinem achten Titel in Dubai erreichte er nach Jimmy Connors als zweiter Spieler in der Open Era 100 Turniersiege im Einzel. Im Final besiegte er Stefanos Tsitsipas in zwei Sätzen. Beim Indian Wells Masters erreichte er zum neunten Mal den Final, verlor ihn jedoch in drei Sätzen gegen Dominic Thiem, der seinen ersten Masters-Titel gewann. Am Miami Masters gewann er seinen 101. Titel mit einem Sieg in zwei Sätzen gegen John Isner. Es war sein vierter Titel in Miami sowie in seinem fünfzigsten Final der 28. Masters-Triumph.
Beim Masters in Madrid bestritt er erstmals seit 2016 wieder ein Turnier auf Sand, wo er nach zwei Siegen im Viertelfinal an Dominic Thiem in drei Sätzen scheiterte. Beim anschliessenden Turnier in Rom zog er ebenfalls in den Viertelfinal ein, wo Federer jedoch aufgrund einer Beinverletzung zum Match gegen Stefanos Tsitsipas nicht antrat. Danach trat er erstmals seit 2015 wieder bei den French Open an, er erreichte dort nach sieben Jahren wieder den Halbfinal, den Federer klar in drei Sätzen gegen den späteren Sieger Rafael Nadal verlor. Das Turnier in Halle gewann er nach einem Zweisatzsieg gegen David Goffin zum zehnten Mal, damit ist er nach Nadal der zweite Spieler in der Open Era, der die Anzahl von jeweils zehn Siegen bei einem Turnier erreicht.
In Wimbledon erreichte Federer zum zwölften Mal den Final, er verlor ihn jedoch bereits zum dritten Mal gegen Novak Đoković in fünf Sätzen mit 6:7, 6:1, 6:7, 6:4, 12:13. Mit einer Spielzeit von 4 Stunden und 57 Minuten war es der längste Wimbledon-Final der Geschichte, zudem wurde zum ersten Mal der Tiebreak im Entscheidungssatz in einem Einzel ausgespielt. Zuvor hatte er mit dem Erfolg im Viertelfinal gegen Kei Nishikori seinen 100. Sieg in Wimbledon erreicht, was davor noch keinem anderen Spieler gelungen war. Bei den US Open scheiterte er im Viertelfinal in fünf Sätzen an Grigor Dimitrow. In Basel gewann er ohne Satzverlust seinen zehnten Titel bei diesem Turnier, er siegte dort zum dritten Mal in Serie. Bei den ATP Finals erreichte er zum insgesamt 16. Mal den Halbfinal, unterlag dort aber Stefanos Tsitsipas in zwei Sätzen. Zuvor konnte er in der Gruppenphase Novak Đoković erstmals seit 2015 wieder besiegen. Er beendete die Saison erneut auf dem dritten Platz der Rangliste.

### Verletzungsprobleme am Knie und Karriereende (2020–2022)
2020 erreichte Federer seinen 15. Halbfinal bei den Australian Open, wo er Đoković klar in drei Sätzen unterlag. In der dritten Runde gewann er zuvor gegen John Millman sein 100. Match bei diesem Turnier. Am 20. Februar 2020 gab Federer bekannt, dass er sich einen Tag zuvor einer Operation im rechten Knie unterzogen hatte. Er sagte daraufhin seine Teilnahme an allen Turnieren bis inklusive der French Open ab und plante sein Comeback für die Rasensaison im Juni. Im Sommer musste er sich jedoch erneut am gleichen Knie operieren lassen, was das Saisonende bedeutete. In Abwesenheit von Federer egalisierte Rafael Nadal mit seinem 20. Grand-Slam-Sieg bei den durch die COVID-19-Pandemie verschobenen French Open 2020 dessen Rekordmarke.
Im März 2021 gab Federer in Doha nach 14 Monaten Pause sein Comeback. Nach einem Sieg im ersten Match über Daniel Evans scheiterte er in der nächsten Runde an Nikolos Bassilaschwili. Bei den French Open zog er in den Achtelfinal ein, trat dort jedoch gegen Matteo Berrettini nicht an, um sich für die bevorstehende Rasensaison zu schonen. In Wimbledon konnte Federer seinen 18. Viertelfinal bei diesem Turnier erreichen, den er gegen Hubert Hurkacz überraschend klar mit 4:6, 6:7, 0:6 verlor. Es war seine erste Dreisatzniederlage in London seit 2002. Nach diesem Turnier unterzog er sich einer weiteren Knieoperation, damit beendete er die Saison vorzeitig.
Am 23. September 2022 bestritt Federer das letzte offizielle Spiel seiner Karriere: Beim Laver Cup in London trat er im Doppel für Team Europe zusammen mit Rafael Nadal gegen die US-Amerikaner Jack Sock und Frances Tiafoe an. Federer und Nadal unterlagen 6:4, 6:7 (2:7), [9:11].

### Davis Cup

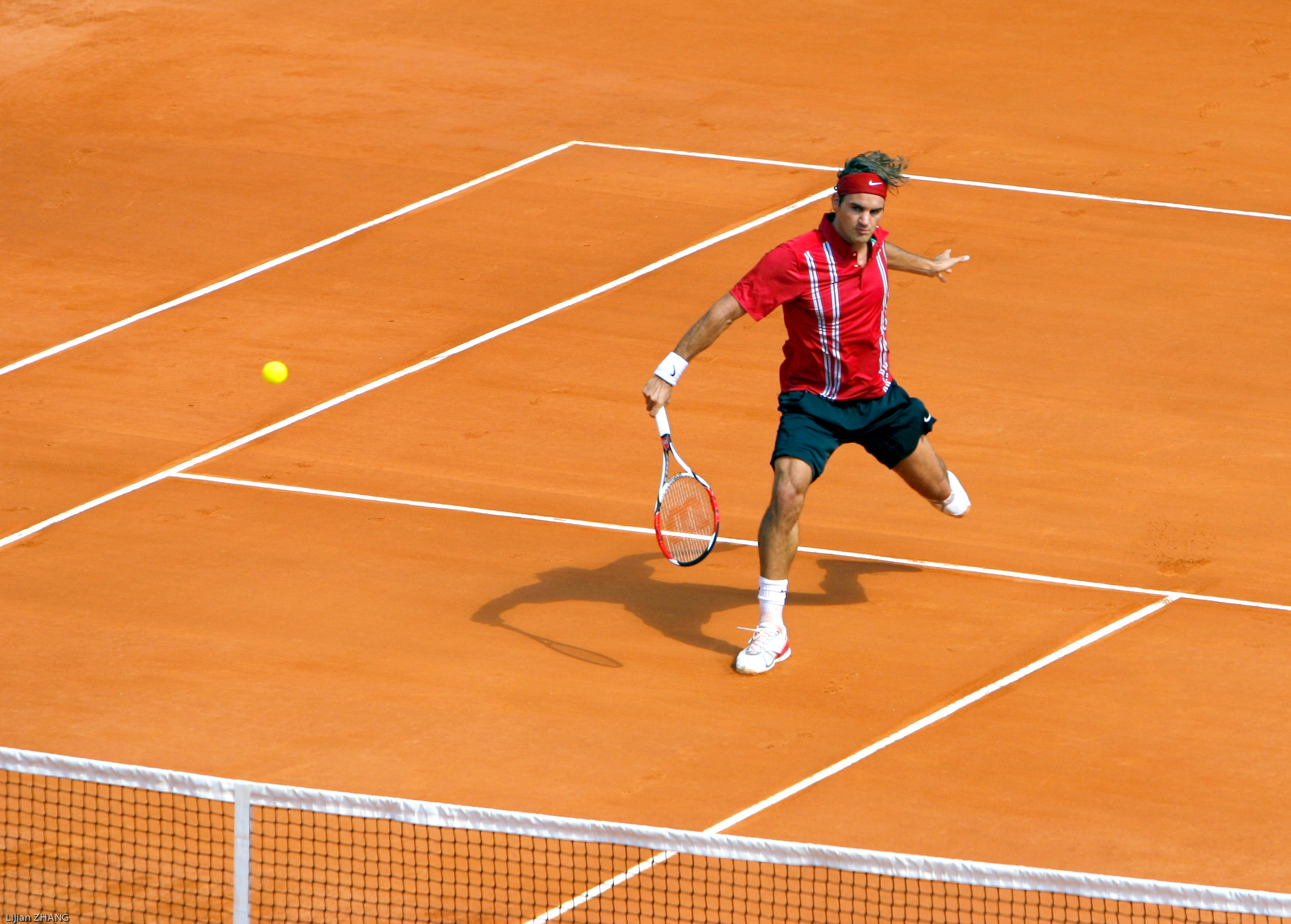
Roger Federer in Monte Carlo 2007

Roger Federer kann eine Bilanz von 52 Siegen und 20 Niederlagen bei 26 Davis-Cup-Partien vorweisen (40:8 im Einzel und 12:10 im Doppel). Dabei ist er seit 1999 regelmässiges Mitglied der Schweizer Mannschaft und führte sein Land 2014 zum Titelgewinn sowie 2003 in den Halbfinal des Wettbewerbs. In den Jahren 1999, 2001 und 2004 erreichte Federer mit dem Schweizer Team den Viertelfinal des Wettbewerbs.
Seit der Saison 2005 konzentrierte sich Federer massgeblich auf seine Einzelkarriere und nahm an den Erstrundenpartien seines Landes in den Jahren 2005 bis 2007 nicht teil, worauf die Schweiz jeweils in der ersten Runde scheiterte. Anschliessend nahm Federer allerdings an der Qualifikationsrunde teil, um den Abstieg seines Landes aus der Weltgruppe zu verhindern. Während dies 2005 und 2006 gelang, unterlag die Schweiz 2007 in der Relegation, trotz zweier Erfolge Federers im Einzel, gegen die Tschechische Republik mit 2:3 und war damit 2008 erstmals seit 16 Jahren nicht mehr in der Weltgruppe vertreten.
Im September 2008 schaffte das Schweizer Team mit Federer und Wawrinka mit einem Sieg gegen Belgien den sofortigen Wiederaufstieg in die Weltgruppe. Nachdem Federer 2009 erneut die Erstrundenpartie der Schweiz ausgelassen hatte, in der das Team den USA unterlag, war er im September in der Relegation gegen Italien wieder Teil der Mannschaft. Mit zwei Einzelsiegen trug Federer dazu bei, den erneuten Abstieg aus der Weltgruppe zu verhindern.
2010 spielte Federer keine Davis-Cup-Partie, worauf die Schweizer Mannschaft nach 2007 erneut in die Europagruppe abstieg. 2011 nahm Federer an der Partie der Schweiz gegen Portugal in der Europagruppe teil und trug mit zwei Siegen im Einzel dazu bei, dass sich die Eidgenossen für die Aufstiegsrunde in die Weltgruppe qualifizierten. Hier siegte die Schweiz mit 3:2 gegen Australien, wozu Federer erneut zwei Einzelsiege beisteuerte, und stieg dadurch in die Weltgruppe auf.

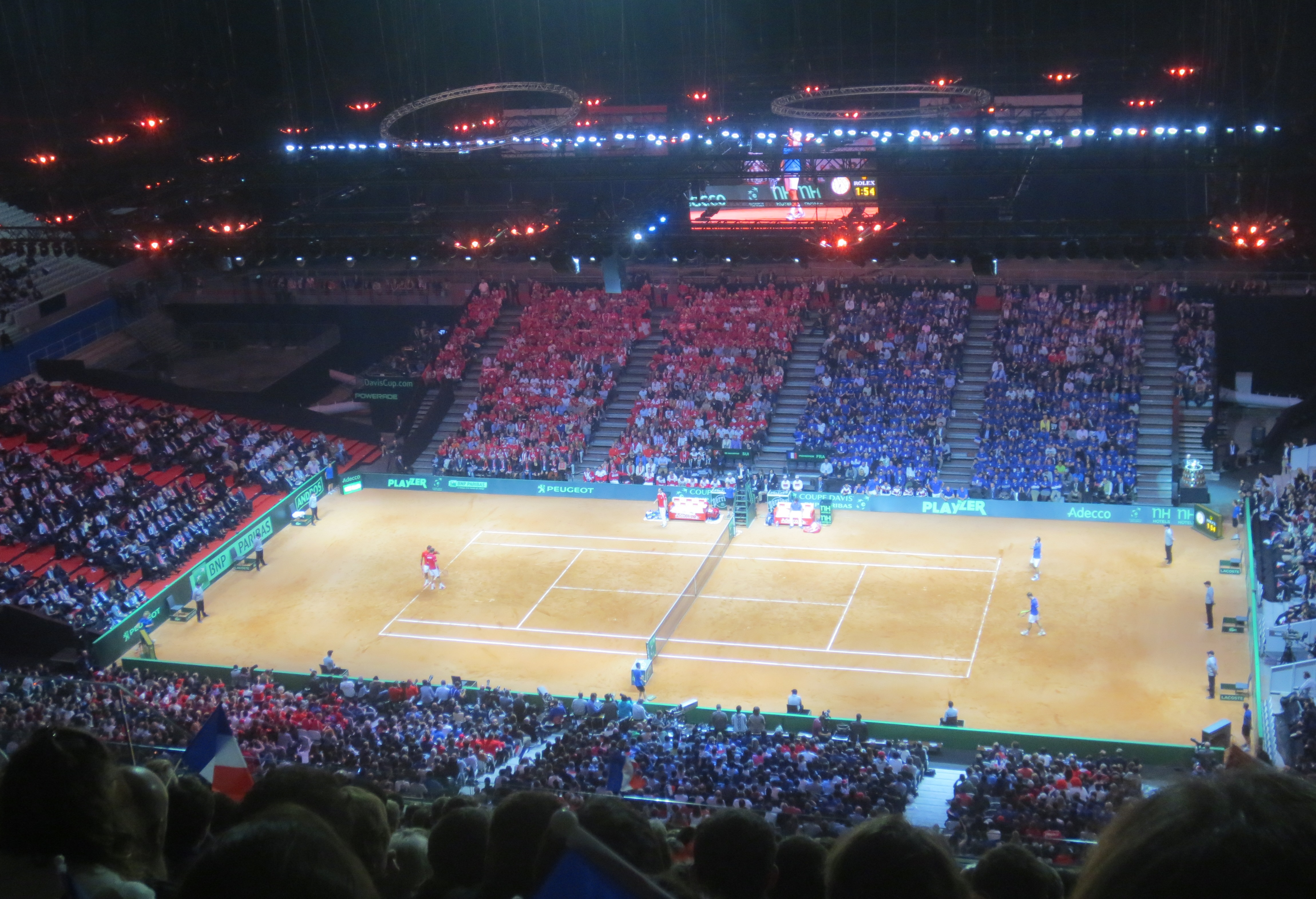
Roger Federer im Doppel des Final des Davis Cup 2014 im Stade Pierre-Mauroy in Villeneuve-d’Ascq

Im Februar 2012 nahm Federer mit der Begegnung gegen die USA erstmals seit 2004 wieder an einer Erstrundenpartie der Schweiz teil. Dabei unterlag er sowohl in seinem Auftakteinzel als auch im Doppel an der Seite von Wawrinka seinen Konkurrenten, wodurch die Schweiz bereits nach dem Doppel als Verlierer der Begegnung feststand. Mit zwei Einzelsiegen verhalf Federer dem Team im September 2012 in der Relegationspartie gegen die Niederlande jedoch zum Verbleib in der Weltgruppe.
2014 war Federer nach einjähriger Pause wieder Teil der Schweizer Mannschaft und verhalf ihr in der ersten Runde gegen Serbien mit einem sowie im Viertelfinal gegen Kasachstan mit zwei Einzelsiegen jeweils zum Erreichen der nächsten Runde. Im Halbfinal gegen Italien steuerte er zwei Einzelerfolge zum Sieg der Mannschaft bei, womit die Schweiz nach 1992 zum zweiten Mal in ihrer Davis-Cup-Geschichte den Final des Wettbewerbs erreichte. Im Endspiel gegen Frankreich verlor Federer zunächst sein Auftakteinzel gegen Gaël Monfils in drei Sätzen, gewann aber anschliessend sowohl das Doppel an der Seite von Wawrinka, der sein Auftaktmatch im Einzel zuvor gewonnen hatte, als auch sein zweites Einzel gegen Richard Gasquet, womit die Schweizer Mannschaft vorzeitig als Davis-Cup-Sieger feststand.
Mit 52 Siegen liegt Federer in der Ewigen Rangliste seines Landes auf dem ersten Platz. Dabei ist seine Gewinnquote die mit Abstand erfolgreichste der Spieler mit mehr als 20 Einsätzen.

### International Premier Tennis League (IPTL)
Roger Federer spielte als einer der Top-Stars bei der neu gegründeten International Premier Tennis League mit und trat bei diesem neuen Format in Asien im Team der Indian Aces an. Mit seinen Teamkollegen Gaël Monfils, Ana Ivanović, Sania Mirza, Rohan Bopanna und den ehemaligen Spielern Fabrice Santoro und Pete Sampras gewann er am 13. Dezember 2014 den erstmals vergebenen Titel.

### Schaukämpfe
Unmittelbar nach dem Tennis Masters Cup trat Federer am 21. November 2006 in einem Schaukampf in Seoul gegen Rafael Nadal an. Dabei setzte sich Federer mit 6:3, 3:6 und 6:3 gegen den Mallorquiner durch.
Im Mai 2007 traf Federer in Palma im «Battle of Surfaces» erneut auf Rafael Nadal. Vor 7000 Zuschauern duellierten sich die beiden auf einem Platz mit unterschiedlichen Belägen. Auf einer Netzseite der Lieblingscourt des Schweizers, Rasen, auf der anderen der von Nadal bevorzugte Sand. In der ausverkauften Palma-Arena siegte Nadal mit 7:5, 4:6 und 7:6 (12:10). Eine viel beachtete Schaukampfserie bestritt Federer im November 2007, als er in drei Exhibitions gegen Pete Sampras antrat. Gewann der Schweizer die Auftaktpartie in Seoul noch mühelos mit 6:3 und 6:4, leistete Sampras bei Aufeinandertreffen Nummer zwei in Kuala Lumpur mehr Widerstand und zwang Federer zwei Mal in den Tie-Break. Federer setzte sich dabei mit 7:6 (8:6) und 7:6 (7:5) durch. Erst im letzten Duell in Macau verlor Federer gegen den zehn Jahre älteren Amerikaner mit 6:7 (8:10) und 4:6.
Am 10. März 2008 bezwang Federer bei einem erneuten Aufeinandertreffen mit Sampras den Amerikaner in drei Sätzen mit 6:3, 6:7 (4:7) und 7:6 (8:6). Die Partie wurde vor 19'000 Zuschauern im New Yorker Madison Square Garden ausgetragen. Federer nahm am 18. November 2008 an dem Showdown of Champions teil. Im ersten Spiel besiegte er James Blake 7:6. Im anschliessenden Doppel verlor er mit Björn Borg gegen John McEnroe und James Blake 5:7.
Im März 2010 bestritt Federer gemeinsam mit Sampras ein Schaudoppel in Indian Wells gegen Rafael Nadal und Andre Agassi zugunsten der Erdbebenopfer von Haiti. Federer/Sampras entschieden das «Hit for Haiti» getaufte Event 8:6 für sich. Am 21. bzw. 22. Dezember 2010 trugen Federer und Nadal zwei Schauduelle aus, das erste in Zürich, das zweite in Madrid. Gespielt wurde auf je zwei gewonnene Sätze. Die Einnahmen flossen an die jeweiligen Wohltätigkeitsfonds der beiden Rivalen. Bei seinem «Match for Africa» nutzte Federer den Heimvorteil und bezwang Nadal in Zürich mit 4:6, 6:3 und 6:3, unterlag Nadal in Madrid jedoch mit 7:6 (7:3), 3:6 und 1:6.
Vier Jahre später, am 21. Dezember 2014, kam es im Zürcher Hallenstadion zu einer Neuauflage des «Match for Africa», diesmal gegen Stan Wawrinka. Federer gewann das Duell gegen seinen Davis-Cup-Partner mit 7:6, 6:4.
Am 12. Januar 2015 bestritt Federer gegen Lleyton Hewitt in Sydney das erste grosse öffentliche Spiel im Fast4-Format. Federer gewann 4:3 (5:3), 2:4, 3:4 (3:5) 4:0, 4:2.
Im November 2019 reiste Federer innerhalb von sieben Tagen in fünf Länder Lateinamerikas (Argentinien, Chile, Kolumbien, Mexiko und Ecuador), wo er jeweils ein Match gegen den Deutschen Alexander Zverev bestritt – die Spieler teilen ihre Managementfirma. Wegen sozialer Unruhen und einer Ausgangssperre wurde das Spiel in Kolumbiens Hauptstadt Bogotà abgesagt. Für die fünf Spiele erhielt Federer geschätzte 10 Millionen Dollar Gage. In Mexiko-Stadt spielten Federer und Zverev vor 41'157 in der «Plaza de Toros», einer Stierkampfarena. Sie stellten damit einen neuen Zuschauerweltrekord für eine Tennispartie auf. Für seine Reise in von sozialen Unruhen geplagte Länder wurde Federer zum Teil stark kritisiert.

### Trainer
- 1989–1994: Adolf Kacovský (Schweiz, heute Tschechien) hatte in Federers Kindheit massgeblichen Einfluss auf dessen Spiel. Als Trainer des Tennisclubs TC Old Boys Basel arbeitete Kacovský bis zu Federers Wechsel nach Ecublens 1995 mit ihm zusammen.
- 1991–1995, 1997–2000: Peter Carter (Australien) betreute Federer ebenfalls während seiner Zeit bei den Old Boys Basel. Nach Federers Wechsel auf die internationale Tour wurde Carter sein Verbandstrainer. Auch nach der Trennung vom Verband blieb Carter weiterhin ein enger Berater von Federer.
- 1995–1997: Die Jahre 1995–1997 verbrachte Federer im nationalen Schweizer Trainingszentrum von Ecublens, wo er vom Verband für den Einstieg auf die internationale Juniorentour gefördert wurde.
- 2000–2003: Peter Lundgren (Schweden) betreute Federer teilweise schon vor 2000 als Verbandstrainer und wurde nach der Trennung vom Verband der private Trainer des Schweizers. Nach der Saison 2003 folgte die Trennung.
- 2004: Das Jahr 2004 bestritt Federer ohne Trainer.
- 2005–2007: Tony Roche (Australien) betreute Federer als Teilzeitcoach bei wichtigen Turnieren von 2005 bis 2007. Im Mai 2007 erfolgte die Trennung. Den Rest des Jahres absolvierte Federer trainerlos.
- 2008: Im April verpflichtete Roger Federer zur Vorbereitung auf die Sandplatzsaison vorübergehend den damals 55-jährigen Spanier José Higueras. Die Zusammenarbeit wurde bis zu den US Open 2008 fortgesetzt. Ab Herbst 2008 arbeitete Federer wieder ohne Trainer.
- 2010–2013: Federer beschäftigte im August Paul Annacone (USA) als Trainer. Nach Federers Ausscheiden beim Shanghai Masters 2013 wurde die Zusammenarbeit beendet.
- 2014–2015: Federers «Kindheitsidol» Stefan Edberg (Schweden) war neben Severin Lüthi, der ihn seit 2007 auf der Tour begleitet, Co-Trainer.[82] Anfang Dezember 2015 gab Federer die Trennung von Edberg bekannt.
- 2016–2022: Von Januar 2016 bis zu seinem Karriereende im September 2022 wurde Federer neben Lüthi von Ivan Ljubičić (Kroatien) als Co-Trainer unterstützt, der von 2013 bis 2015 schon den kanadischen Tennisprofi Milos Raonic betreut hatte.[83]

### Ausrüster
Federer hatte den grössten Teil seiner Karriere für seine Schuhe und die Bekleidung einen Vertrag mit Nike. Nach dem Turnier von Wimbledon 2008 machte Nike ihn zu einem personalisierten Werbeträger mit eigenem Logo. Zum Juli 2018 spielte Federer erstmals in Kleidern seines neuen japanischen Sponsors Uniqlo.

## Spielstil

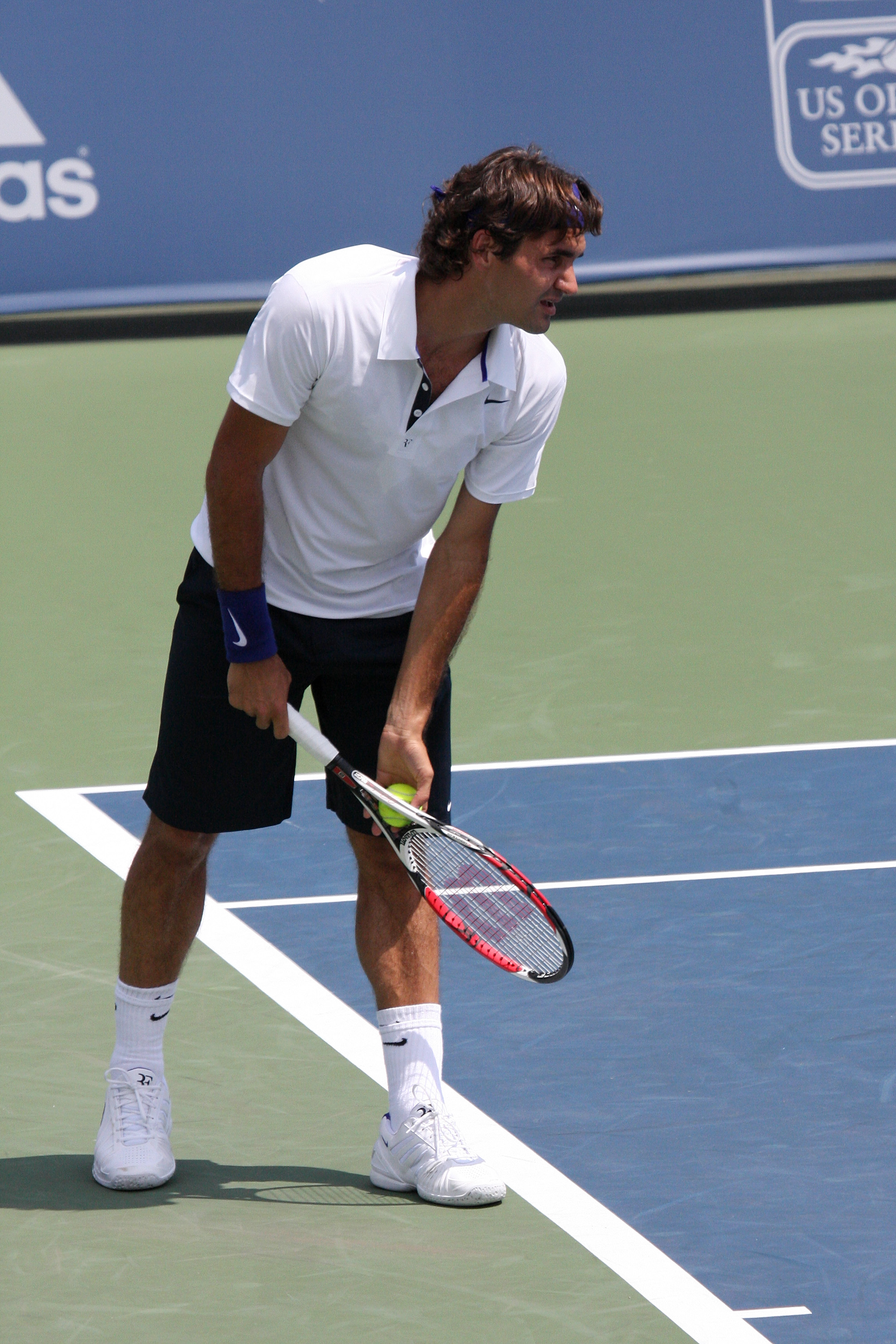
Federer in Ohio 2008

Roger Federer gilt als der vielseitigste Spieler im heutigen Tennis und auch als einer der besten Allrounder in der Geschichte des Profitennis. So wurde der Schweizer vom amerikanischen Tennis Magazine 2007 anlässlich einer Auflistung der besten Spieler in bestimmten Bereichen des Tennisspiels in insgesamt sieben von elf Kategorien zu den besten Spielern der heutigen Tennisgeneration gezählt. In vier Bereichen wurde er darüber hinaus zu den besten Spielern in der Tennisgeschichte gezählt. Dieses vielseitige und variantenreiche Spiel ermöglichte es Federer nicht nur, auf den unterschiedlichen Platzbelägen erfolgreich zu sein, sondern machte ihn auch zum dominierenden Spieler seiner Generation. So setzte sich sein Allroundspiel gegen eher einseitig veranlagte Spielertypen seiner Generation wie Andy Roddick (Aufschlag) oder auch Lleyton Hewitt (Beinarbeit und Returnspiel) durch. Zu erwähnen ist allerdings auch, dass die kontinuierliche Vereinheitlichung der Platzbeläge einen entscheidenden Vorteil für die Spielweise von Allroundspielern bietet.
In der Grundanlage gehörte Federer zum im heutigen Profitennis vorherrschenden Spielertyp, der im Wesentlichen von der Grundlinie des Platzes agiert. Zwar hat Federer gerade in den Jahren unter seinem Trainer Tony Roche auch an seinem Netzspiel gearbeitet, dennoch erzielt er den Grossteil seiner Punktgewinne durch Schläge von der Grundlinie. Als spektakulärster und dabei auch erfolgreichster Schlag in Federers Spiel gilt die Vorhand, die vom Tennis Magazine als beste Vorhand in der Geschichte des Sportes bezeichnet wird. Das Geheimnis seiner Vorhand liegt laut Experte Skidelsky in seiner Schlägerhaltung, dem modifizierten Easterngriff, der ihm erlaubt, jeden Ball zu spielen. Wegen ihrer Schnelligkeit, Genauigkeit und Zuverlässigkeit setzt Federer seine Vorhand meist ein, um einen Ballwechsel direkt zu beenden oder den Gegner zu einem entscheidenden Fehler zu zwingen. Im Vergleich zum Vorhandschlag wird die Rückhand von Federer als schwächere Seite angesehen. Seine Rückhand setzt Federer massgeblich zur Vorbereitung eines Gewinnschlages ein. So arbeitet Federer speziell bei Returnspielen häufig mit dem Rückhandslice, um den Gegner in eine defensive Situation zu zwingen. Federer zum Spiel mit der Rückhand zu zwingen, gilt als eine der bewährtesten Taktiken, um den Schweizer in Bedrängnis zu bringen. Hochabspringende Schläge auf die Rückhand waren dementsprechend auch einer von fünf möglichen Wegen, um Federer zu schlagen, die das Time Magazine im Jahr 2007 nach Interviews mit diversen Tennisexperten und Spielern vorschlug.
Obwohl die starke Vorhand von Federer in Beschreibungen seines Spielstils meist den grössten Raum einnimmt, gelten auch sein Defensivspiel und speziell seine Beinarbeit und Bewegung auf dem Platz als wichtiger Faktor für seinen Erfolg. So bezeichnete das Tennis Magazine ebenfalls die Beinarbeit von Federer als beste in der Geschichte des Sportes. Als entscheidende Person für die Entwicklung der Bewegungsabläufe von Federer auf dem Tennisplatz gilt der Konditionstrainer Pierre Paganini, mit dem der Schweizer seit Ende der Saison 2000 zusammenarbeitet. Paganini trainiert mit Federer massgeblich in den Bereichen Athletik, Beinarbeit und Krafttraining. Die gezielte Arbeit in diesen Bereichen ermöglicht Federer besondere Schnelligkeit auf kurzen Laufwegen, so dass er gegnerische Schläge schneller als die meisten anderen Spieler erlaufen und mit wesentlich überlegteren Rückschlägen erwidern kann. Dies öffnet dem Schweizer die Möglichkeit, aus teilweise sehr starker Bedrängnis wieder selbst die Offensive zu ergreifen oder auch direkte Punktgewinne zu erzielen.
Andere Bereiche im Spiel von Roger Federer werden in den meisten Analysen eher nebensächlich erwähnt. So gilt der Aufschlag des Schweizers nicht als eine seiner grössten Stärken, jedoch besitzt Federer einen der variabelsten Aufschläge auf der ATP Tour. Tatsächlich schlägt Federer deutlich weniger Asse und Service Winners als die besten Aufschläger im heutigen Tennis. Dennoch erreichte Federer gerade in diesem Bereich eine deutliche Verbesserung in den letzten Jahren. Am Ende seiner Karriere hatte er insgesamt 11.478 Asse geschlagen, die drittmeisten auf der Tour. So steigerte er seine durchschnittliche Anzahl an Assen pro Spiel in den letzten Jahren kontinuierlich. Zudem liegt Federer seit dem Jahr 2002 mit rund 77 % an gewonnenen Punkten bei ersten Aufschlägen unter den besten zehn Spielern in dieser Statistik für das jeweilige Jahr. Zudem konnte er 88,8 % seiner Aufschlagspiele durchbringen, nur vier Spieler weisen eine bessere Quote auf.
Wenngleich das Netzspiel im Welttennis in den letzten Jahren an Bedeutung verloren hat, nutzt Federer das Spiel am Netz nicht nur regelmässig auf schnellen Belägen, um gute Aufschläge direkt zu verwerten, sondern öfters auch auf langsamen Belägen wie Sand, um laufintensive Grundlinienduelle abzukürzen. Gerade im historischen Vergleich gilt Federer aber nicht als einer der besten Volleyspieler. Das Tennis Magazine nannte Federer zwar bei den besten aktuellen Spielern in diesem Bereich, gerade bei seinen zahlreichen Sandplatzduellen gegen Rafael Nadal wurde Federer am Netz aber regelmässig vom Spanier passiert. Auch die typischen Sandplatzschläge wie Stopp- oder Lobbälle gehörten lange nicht zum häufig frequentierten Schlagrepertoire des Schweizers. Jedoch steigerte sich Federer auch bei diesen Schlägen stetig. So band er auf dem Weg zu seinem French-Open-Sieg 2009 und im weiteren Saisonverlauf vor allem den Stoppball regelmässig und effektiv in sein Spiel ein.
Neben der reinen Ebene der Spielfähigkeiten ist auch der mentale Bereich, gerade bei Grand-Slam-Turnieren, ein entscheidender Faktor im Tennissport. Bemerkenswert ist in diesem Zusammenhang, dass Federer, der in jungen Jahren als sehr lautstarker und hitzköpfiger Spieler galt, sein Auftreten auf dem Platz schon früh in seiner Profikarriere stark gewandelt hat. Selbst in engen Spielsituationen zeigt Federer selten Emotionen und erlaubt seinen Kontrahenten so kaum eine Einschätzung seiner tatsächlichen Verfassung. Zudem ist Federer dafür bekannt, in entscheidenden Situationen sein bestes Tennis abzurufen. Belege dafür sind seine starke Tie-Break-Bilanz (Federer liegt mit rund 66 % gewonnener Tie-Breaks auf Platz 1 der Statistik der Spieler mit mehr als 100 absolvierten Tie-Breaks) und die Prozentzahl an abgewehrten Breakchancen (hier lag Federer in der Saison 2006 mit 70 % auf Platz 1 der ATP-Spieler).
Alle diese Spielfähigkeiten von Federer, gepaart mit seiner nahezu beispiellosen Erfolgsquote in den letzten Jahren, haben dazu geführt, dass zahlreiche Spieler ihre Partien gegen Federer schon vor der eigentlichen Austragung als verloren abhaken. Dies ist eine Beobachtung, die auch das Time Magazine im Artikel über die Wege, Federer zu schlagen, thematisierte. So meint David Nalbandian, der insgesamt acht Duelle gegen Federer für sich entschied, dass viele Spieler bessere Chancen gegen Federer hätten, wenn sie mit einer anderen Motivation in die Spiele gegen den Schweizer gehen würden.
2015 erregte Federer mit einer neuen Rückschlagtechnik Aufmerksamkeit in der Tenniswelt, bei der er den Ball nach dem gegnerischen Aufschlag möglichst früh retourniert, um dem Gegenspieler damit weniger Zeit für dessen nächsten Schlag zu gewähren. Der Schlag wurde unter dem Begriff Sabr (Sneak Attack by Roger) bekannt.

## Ehrungen & Auszeichnungen

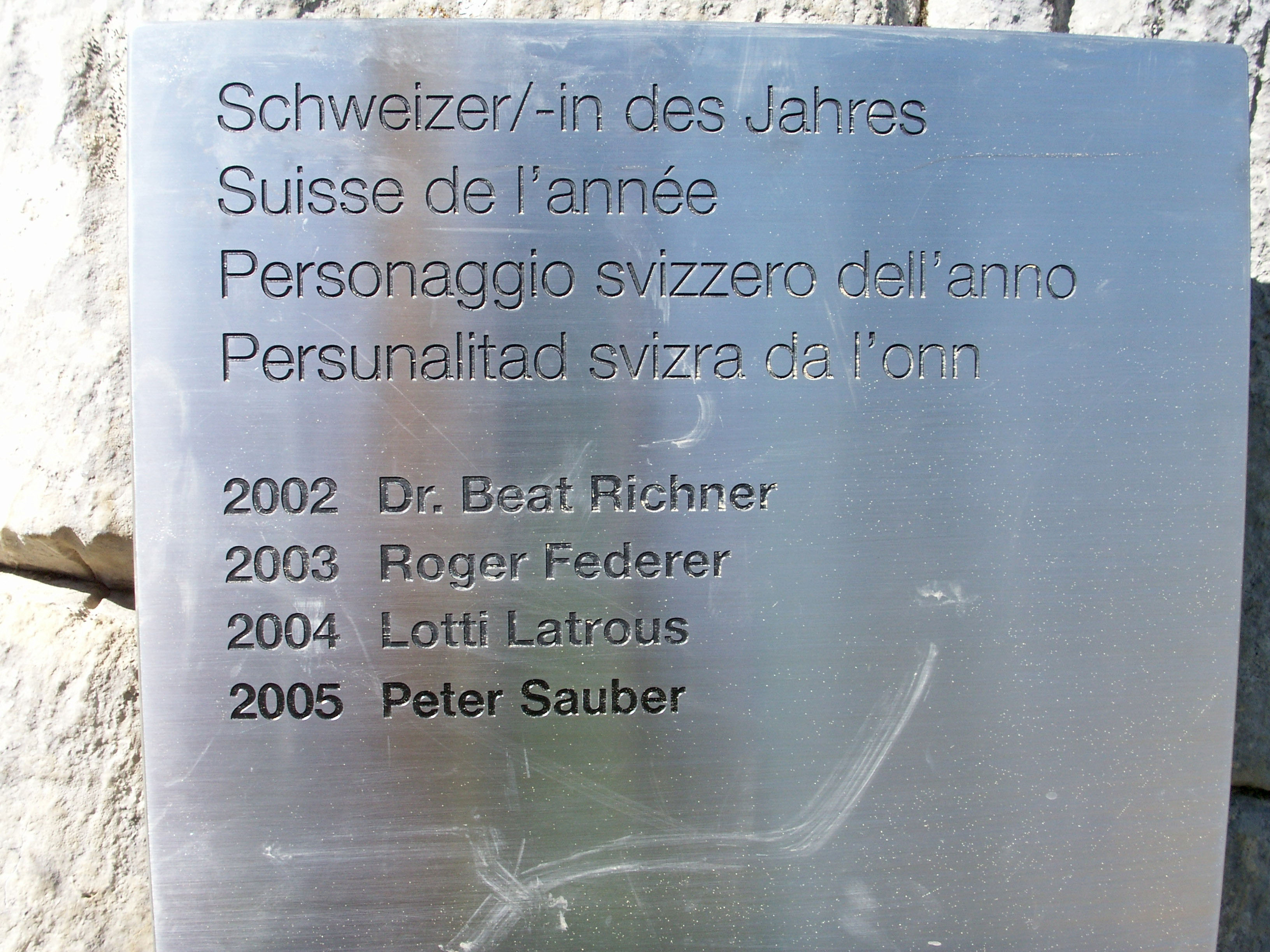
Schweizer des Jahres 2003

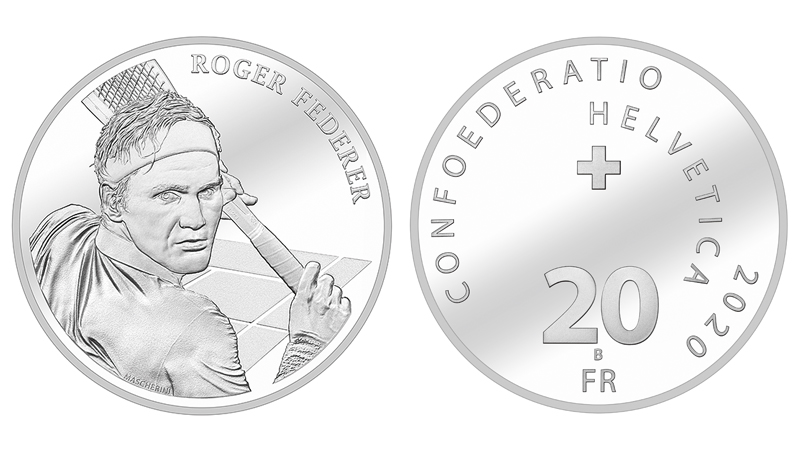
Roger Federer 20-Franken-Gedenkmünze 2020

Federer wurde vom Welttennisverband ITF zum Spieler der Jahre 2004, 2005, 2006, 2007 und 2009 ernannt. Zudem wurde er fünfmal zum Laureus-Weltsportler des Jahres (2005, 2006, 2007, 2008 und 2018) gewählt und gewann fünfmal die PAP-Wahl zu Europas Sportler des Jahres sowie sechsmal den gleichnamigen Titel der Vereinigung der europäischen Sportjournalisten (UEPS), was vor ihm noch keinem Sportler gelungen ist. Viermal wurde er von der französischen Sportzeitung L’Équipe zum internationalen «Champion des champions» (2005, 2006, 2007, 2017) gekürt. In den gleichen Jahren setzte er sich bei der Wahl der italienischen Sportzeitung La Gazzetta dello Sport zum Weltsportler des Jahres durch. Zudem wurde Federer viermal zur BBC Overseas Sports Personality of the Year gewählt (2004, 2006, 2007, 2017). Er erhielt insgesamt zehn ESPY-Awards, wovon er neunmal zum besten Tennisspieler gewählt wurde (2005–2010, 2017–2019). 2018 erhielt er bei den Laureus Awards die Auszeichnung für das Comeback des Jahres, damit ist Federer mit insgesamt sechs Auszeichnungen Rekordhalter bei den Laureus World Sports Awards.
Bei den ATP Awards wurde Federer zwischen 2003 und 2021 jeweils bei einer Internetwahl als Fans’ Favourite gewählt. Zudem wurde Federer insgesamt 13-mal der Stefan Edberg Sportsmanship Award zugesprochen, eine Auszeichnung für Fairness und vorbildliches Auftreten sowohl auf als auch neben dem Platz. Am Ende des Jahres 2017 wurde Federer bei den ATP Awards mit der Auszeichnung Comeback Player of the Year geehrt.
In seinem Heimatland wurde Federer siebenmal zum Schweizer Sportler des Jahres (2003, 2004, 2006, 2007, 2012, 2014, 2017) gewählt. Darüber hinaus gewann er 2008 mit Stan Wawrinka und 2014 mit dem Davis-Cup-Team (gemeinsam mit Wawrinka, Michael Lammer und Marco Chiudinelli) in der Wertung Team des Jahres. 2003 wurde er Schweizer des Jahres. 2020 wurde er zum besten Schweizer Sportler der letzten 70 Jahre gewählt. Im Jahr 2022 wurde Federer an den Schweizer «Sports Awards» der Ehrenpreis für seine Karriere zugesprochen, welcher letztmals 2009 vergeben wurde.
Im Jahr 2009 wurde Federer in Basel zum «Ehrespalebärglemer» ernannt.
Die Schweizerische Post widmete Federer 2007 als erster lebender Persönlichkeit eine Sonderbriefmarke. Die Österreichische Post gab im September 2009 bekannt, Federer im Jahr 2010 ebenfalls durch die Veröffentlichung einer Sonderbriefmarke ehren zu wollen.
Auf Vorschlag des Direktors des Turniers von Halle, Ralf Weber, wurde anlässlich der Gerry Weber Open 2012 ein Teil der Haller Weststraße in Roger-Federer-Allee umbenannt. Am 21. April 2016 wurde in Biel eine neue Strasse nach ihm als Roger-Federer-Allee benannt.
Am 24. November 2017 wurde bekannt, dass die Universität Basel Roger Federer die Ehrendoktorwürde verliehen hat. Die Medizinische Fakultät würdigt damit seinen Beitrag, den Ruf von Basel und der Schweiz international zu mehren. Der gebürtige Basler habe eine Vorbildfunktion als Sportler, «in der er viele Menschen weltweit zu mehr Bewegung animiert und so einen wichtigen Beitrag zur Gesundheitsförderung leistet»
Die Patrouille Suisse, die Kunstflugstaffel der Schweizer Luftwaffe, fliegt bei Vorführungen eine Formationsfigur «Roger Federer», bei der die sechs F5-Tiger im Vorbeiflug in der Form eines Tennisrackets positioniert sind.
Die Basler Verkehrs-Betriebe widmeten Roger Federer im Jahr 2021 ein Tram namens Federer-Express, mit Fotos von ihm geschmückt, das er persönlich einweihte.

## Rekorde
| Rang                      | Spieler       | Titel |
| ------------------------- | ------------- | ----- |
| 1.                        | Novak Đoković | 24    |
| 2.                        | Rafael Nadal  | 22    |
| 3.                        | Roger Federer | 20    |
| 4.                        | Pete Sampras  | 14    |
| 5.                        | Roy Emerson   | 12    |
| 6.                        | Björn Borg    | 11    |
| 6.                        | Rod Laver     | 11    |
| 8.                        | Bill Tilden   | 10    |
| Stand: 10. September 2023 |               |       |

### Grand-Slam-Turniere
- Seine Rekorde der meisten erreichten Endspiele (31), Halbfinals (46) und Viertelfinals (58) wurden allesamt von Novak Đoković überboten. Mit 20 Grand-Slam-Titeln liegt er auf dem dritten Platz hinter Đoković (24) und Rafael Nadal (22). 2009 wurde er mit dem 15. Grand-Slam-Titel in Wimbledon Rekordsieger in dieser Turnierkategorie, bis sein Rekord 2022 von Nadal überboten wurde.
- Federer ist einer von acht Spielern, die in ihrer Karriere bei allen vier Grand-Slam-Turnieren siegreich waren. Neben Andre Agassi, Rafael Nadal und Novak Đoković ist er dabei der einzige Spieler, der diese Turniere auf drei verschiedenen Platzbelägen gewann.
- Federer ist der einzige Spieler, der in zwei aufeinanderfolgenden Jahren drei Grand-Slam-Turniere gewann (2006, 2007). 2007 gelang es ihm zudem als erstem, die drei Titel aus dem Vorjahr zu verteidigen (Australian Open, Wimbledon & US Open).
- Federer ist der erste Spieler, der drei verschiedene Grand-Slam-Turniere mindestens fünfmal gewann (Australian Open sechsmal, US Open fünfmal und Wimbledon achtmal). Zudem ist der Schweizer der einzige Spieler, der zwei unterschiedliche Grand-Slam-Turniere jeweils fünfmal in Serie gewann (Wimbledon 2003–2007, US Open 2004–2008).
- Federer hält den Rekord für die meisten Jahre in Folge (4) mit mindestens zwei Grand-Slam-Siegen im Saisonverlauf (2004–2007).
- Der Schweizer hält die Rekorde für die meisten aufeinanderfolgenden Viertelfinal- (36, Wimbledon 2004 bis French Open 2013) und Halbfinalteilnahmen (23, Wimbledon 2004 bis Australian Open 2010) bei Turnieren dieser Kategorie. Dabei zog er zehnmal in Folge (Wimbledon 2005 bis US Open 2007) auch in den jeweiligen Final ein, womit Federer der einzige Spieler ist, dem es gelang, in zwei aufeinanderfolgenden Jahren (2006 und 2007) alle vier Grand-Slam-Finals zu erreichen. Dazu stand er zwischen Wimbledon 2005 und den Australian Open 2010 in 18 von 19 möglichen Endspielen, nur bei den Australian Open 2008 verpasste er den Finaleinzug. Zwischen Wimbledon 2003 und den Australian Open 2010 konnte er 25 Viertelfinals hintereinander für sich entscheiden.
- Er erreichte bei allen Grand-Slams mindestens jeweils fünfmal in Folge den Halbfinal und neunmal den Viertelfinal.
- Federer war der erste Spieler, der in drei Saisons alle vier Grand-Slam-Finals erreichte (2006, 2007, 2009). Novak Đoković konnte diesen Rekord 2023 egalisieren.
- Bei den Australian Open 2007 wurde Federer zum ersten Spieler seit Björn Borg in Paris 1980, der ein Grand-Slam-Turnier ohne Satzverlust gewann. Durch den Gewinn der ersten vier Runden bei den darauffolgenden French Open ohne Satzverlust stellte er John McEnroes Rekord aus dem Jahr 1984 für elf gewonnene Partien in Folge ohne Satzverlust bei Grand-Slam-Turnieren ein. Dabei stellte er mit 36 gewonnenen Grand-Slam-Sätzen in Folge einen weiteren Rekord auf. Im Jahr 2017 gelang ihm in Wimbledon erneut ein Turniersieg ohne Satzverlust bei einem Grand-Slam-Turnier.
- Mit seinem Erstrundensieg über Tobias Kamke bei den French Open 2012 stellte Federer den von Jimmy Connors gehaltenen Rekord für die meisten Matchgewinne bei Grand-Slam-Turnieren ein (233).[115][116] Mit dem anschliessenden Zweitrundensieg über Adrian Ungur wurde er mit 234 Siegen zum alleinigen Rekordhalter.[117] Bis zum Karriereende baute Federer den Rekord auf 369 Siege aus. Đoković zog mit seinem 370. Sieg bei den French Open 2024 in dieser Statistik vorbei.
- Im Final von Wimbledon 2009 (5:7, 7:6, 7:6, 3:6, 16:14) stellten Federer und Roddick gleich mehrere weitere Rekorde auf: grösste Anzahl von Spielen in einem Grand-Slam-Final (77) und die grösste Anzahl von Spielen im Schlusssatz eines Grand-Slam-Finals (30). Zudem erzielte Federer mehr Asse als je ein Spieler in einem Grand-Slam-Final zuvor (50).
- Seit Januar 2020 ist Roger Federer der einzige Spieler, der bei zwei unterschiedlichen Turnieren (Wimbledon & Australian Open) mindestens 100 Matches gewann.[118]
- Federer ist auch der einzige Tennisspieler, der bei seinen ersten sieben Finalteilnahmen an Grand-Slam-Turnieren jedes Mal den Titel gewann.
- Federer war zwischen Paris 2004 und Wimbledon 2008 18 Mal in Folge an einem Grand-Slam-Turnier als Nummer 1 gesetzt.
- Federer ist seit 2017 mit 35 Jahren und 11 Monaten ältester Sieger des Grand-Slam-Turniers von Wimbledon in der Open Era. Er ist damit der zweitälteste Sieger eines Grand-Slam-Turniers in der Open Era nach Ken Rosewall, der 1972 die Australian Open im Alter von 37 Jahren gewann.
- Mit acht Einzeltiteln in Wimbledon (2003–2007, 2009, 2012, 2017) ist er bei diesem Turnier alleiniger Rekordhalter.
- Mit fünf Siegen im Einzel der US Open (2004–2008) ist Federer neben Jimmy Connors und Pete Sampras Rekordsieger des Turniers in der Open Era.

### ATP Finals und Vorgängerveranstaltungen
- Federer hielt bis 2023 mit sechs Erfolgen den Rekord für die meisten Turniersiege beim Saisonabschlussturnier.
- Er ist zudem Rekordhalter für die meisten erreichten Finals (10) und Halbfinals (16).
- Federer qualifizierte sich 14 Mal hintereinander für das Saisonabschlussturnier (2002–2015), was ebenfalls ein Rekord bedeutet. Zudem hält er den Rekord für die meisten Teilnahmen insgesamt (17).
- Am 6. November 2012 gewann Federer sein 40. Match bei Saisonabschlussturnieren und übertraf damit die bisherige Bestmarke von Ivan Lendl.[119] Federer baute diesen Rekord mittlerweile auf 59 Siege aus.
- 2005 war er der erste Spieler, der in einem Spiel beim Tennis Masters Cup seinen Gegner mit dem Resultat von 6:0 und 6:0 bezwang. Der Gegner war Gastón Gaudio im Halbfinal des Turniers.
- Federer gewann das Turnier als Einziger fünfmal ohne Niederlage im Round-Robin-Modus.

| Rang                | Spieler       | Wochen |
| ------------------- | ------------- | ------ |
| 1.                  | Novak Đoković | 428    |
| 2.                  | Roger Federer | 310    |
| 3.                  | Pete Sampras  | 286    |
| 4.                  | Ivan Lendl    | 270    |
| 5.                  | Jimmy Connors | 268    |
| 6.                  | Rafael Nadal  | 209    |
| 7.                  | John McEnroe  | 170    |
| 8.                  | Björn Borg    | 109    |
| 9.                  | Andre Agassi  | 101    |
| Stand: 9. Juni 2024 |               |        |

### ATP Tour Masters 1000
- In der 1990 eingeführten Turnierserie hielt Federer ebenfalls wichtige Rekorde. In den Jahren 2012 und 2013 hatte er kurzzeitig gemeinsam mit Nadal den Rekord für die meisten Turniersiege bei Turnieren der Masters-Serie; inzwischen liegt er mit 28 Turniersiegen hinter Novak Đoković (40 Siege) und Nadal (36) an dritter Stelle in dieser Wertung.
- Federer gewann 2005 als erster Spieler überhaupt vier Turniere dieser Kategorie in einer Saison. Dies gelang ihm in der darauffolgenden Saison erneut. Diese Marke wurde später im Jahr 2005 von Rafael Nadal ebenfalls erreicht und 2011 von Novak Đoković und 2013 von Rafael Nadal mit fünf Erfolgen und 2015 von Đoković gar mit sechs Erfolgen in einem Jahr überboten.
- Federer hielt den Rekord für die meisten Finalteilnahmen in einer Saison (6; 2006). Diesen Rekord hielt der Schweizer gemeinsam mit Novak Đoković, dem dies in der Saison 2011 ebenfalls gelang, sowie Rafael Nadal (2013). In der Saison 2015 verbesserte Đoković den Rekord auf acht Finalteilnahmen.
- Neben den acht verschiedenen Turnieren, die Federer gewann, gelang es ihm zudem, bei zwei weiteren Turnieren dieser Kategorie (Monte Carlo, Rom) den Final zu erreichen. Diese Teilnahme an den Endspielen von zehn unterschiedlichen Masters-Turnieren, darunter allen neun des aktuellen Tour-Kalenders, stellt ebenfalls einen Rekord dar. Diesen Rekord hält Federer gemeinsam mit Rafael Nadal. Beide haben in allen Turnieren der Masters-Serie den Final erreicht mit Ausnahme des Stuttgart Masters, das nur bis 2001 ausgetragen wurde.
- Das Double aus den Turnieren in Indian Wells und Miami gewann Federer als erster Spieler zweimal hintereinander (2005 und 2006). Novak Đoković gelang dies in den Jahren 2014, 2015 und 2016 sogar dreimal.
- Bei den vier nordamerikanischen Turnieren (Indian Wells, Miami, Kanada und Cincinnati) trug sich Federer als dritter Spieler nach Andre Agassi und Michael Chang in jede der vier Siegerlisten mindestens einmal ein. Er und Đoković gewannen als Einzige jedes dieser Turniere mehr als einmal. 2005 gewann er als bislang Einziger die Turniere von Indian Wells, Miami und Cincinnati in einer Saison.
- Beim Turnier von Cincinnati 2012 wurde Federer zum ersten Spieler in der Geschichte der Turnierserie, der ein Turnier ohne Satz- und eigenen Aufschlagverlust gewann, in Cincinnati 2015 gelang es ihm als bisher Einzigem ein zweites Mal.[120]
- Beim Turnier in Cincinnati 2014 überbot Federer als erster Spieler die Marke von 300 Siegen bei Turnieren dieser Kategorie.[121]
- Roger Federer gewann 2019 mit 37 Jahren und 7 Monaten das Miami Masters. Damit war er der älteste Spieler, der ein Turnier der Masters-Turnierserie gewann.
- Bei den Turnieren von Cincinnati (7 Siege), Indian Wells (5 Siege gemeinsam mit Đoković) und Hamburg (4 Siege) ist er jeweils Rekordsieger.

### Weltrangliste

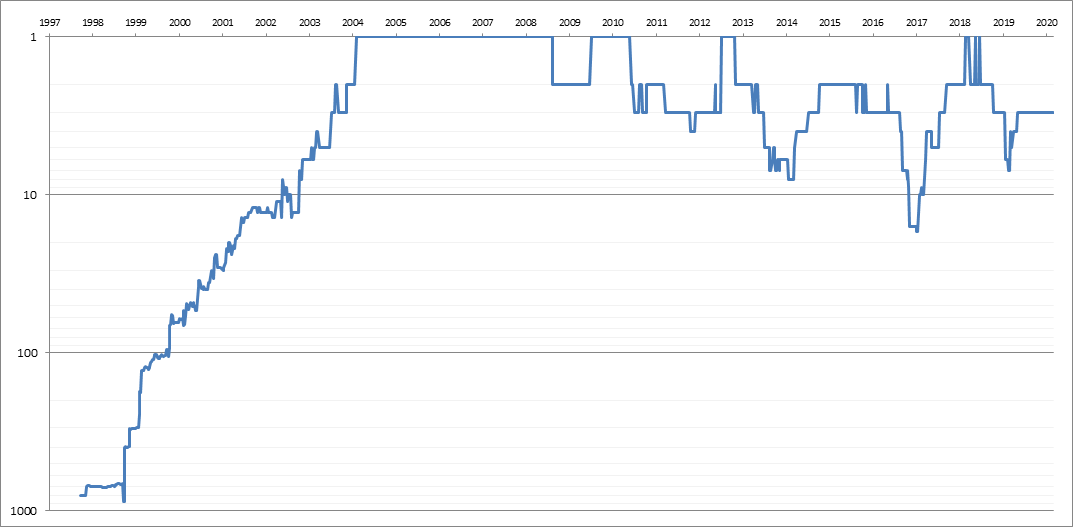
Federers Platzierungen in der Weltrangliste seit 1998 (logarithmische Darstellung)

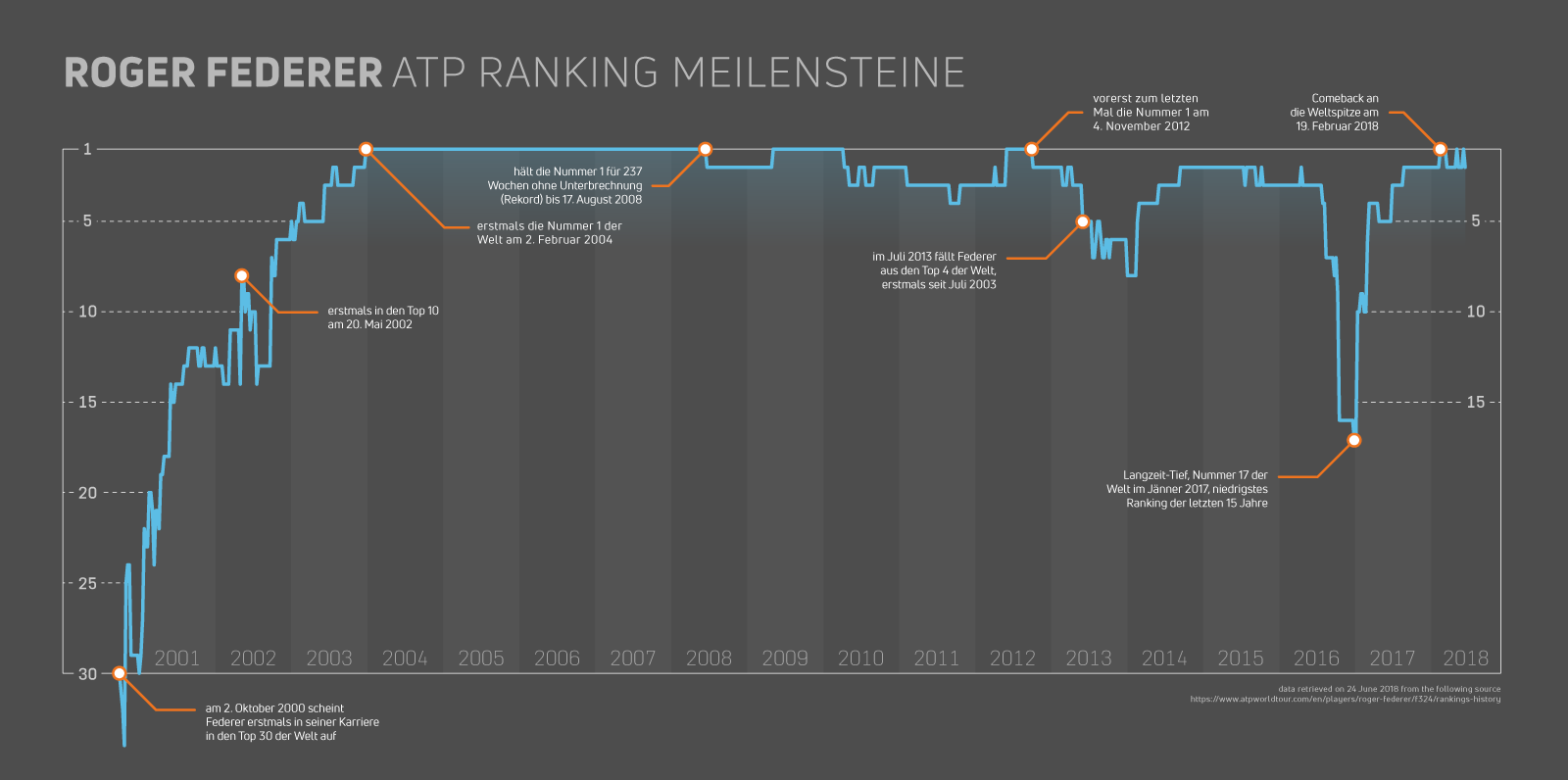
Meilensteine im ATP-Ranking seit dessen erstmaligem Aufscheinen in den Top 30 im Oktober 2000 (lineare Darstellung)

- Sowohl in der Weltrangliste als auch im ATP Champions Race hielt bzw. hält Federer zahlreiche Rekorde. So erzielte er die Bestmarke für die meisten Punkte am Saisonende in beiden Wertungssystemen. Im Champions Race kam er 2006 auf 1'674 Punkte, in der Weltrangliste auf 8'370 (entspricht 15'745 im seit 2009 überarbeiteten Ranking). Diese Punktzahl war zudem der Rekord für die höchste Punktzahl, die je von einem Spieler in der Weltrangliste während eines Jahres erreicht wurde. Im September 2015 überbot Novak Đoković mit 16'145 Punkten diese Marke. Federer hatte zudem als erster Spieler seit Einführung des Wertungssystems die Marken von 7'000 und 8'000 Punkten überschritten.
- Am 26. Februar 2007 brach Federer den bisherigen Rekord von Jimmy Connors nach der Zahl der ununterbrochenen Wochen an der Spitze der Weltrangliste (160 Wochen, 1974–1977) sowie am 27. August 2007 ebenfalls Steffi Grafs Rekord von 186 ununterbrochenen Wochen. Federer baute diesen Rekord bis zum 18. August 2008 auf 237 Wochen aus. Federer (2005–2007) und Connors (1975, 1976, 1978) sind die einzigen Spieler, die drei komplette Kalenderjahre an der Spitze standen, wobei Federer es als Einzigem drei Jahre in Folge gelang.
- Im Anschluss an seinen Wimbledonsieg 2012 stellte Federer am 9. Juli 2012 mit 286 Wochen Pete Sampras' Rekord für die meisten Wochen an der Weltranglistenspitze insgesamt ein. Eine Woche später wurde er zum alleinigen Rekordhalter. In den folgenden vier Monaten baute er diesen Rekord zunächst auf 302 Wochen, fünfeinhalb Jahre später, nach seiner Rückkehr auf den Tennisthron am 20. Februar, auf 310 Wochen aus. Dieser Rekord wurde von Novak Đoković am 1. März 2021 zunächst eingestellt und in der anschliessenden Woche überboten.
- Neben Ivan Lendl (1989), Rafael Nadal (2010, 2013, 2017, 2019) und Novak Đoković (2014, 2018, 2020) ist Federer einer von vier Spielern, die nach dem Verlust der Nummer 1 am Jahresende wieder eine Saison als Erstplatzierter abschliessen konnten. Nach den Jahren 2004–2007 auf Platz 1 beendete Federer das Jahr 2008 als Zweitplatzierter, kehrte aber 2009 wieder auf die Spitzenposition zurück.
- Mit dem Sieg beim Turnier in Rotterdam wurde Federer am 19. Februar 2018 mit 36 Jahren und 195 Tagen die bis dahin älteste Nummer 1 seit Einführung der Weltrangliste. Diesen Rekord hatte davor Andre Agassi mit 33 Jahren und 131 Tagen gehalten. Federer baute seinen Rekord nochmals auf 36 Jahre und 314 Tage aus, als er nach zweimaligem vorübergehendem Verlust der Spitzenposition am 18. Juni 2018 erneut an die Spitze der Weltrangliste zurückkehrte. Am 8. April 2024 wurde auch dieser Rekord von Đokovic gebrochen.
- Mit 14 Jahren und 136 Tagen (2. Februar 2004 bis 18. Juni 2018) hält er den Rekord für die längste Zeitspanne zwischen der ersten und letzten Periode als Nummer 1. Auch der Abstand von 5 Jahren und 106 Tagen (4. November 2012 bis 19. Februar 2018) zwischen den letzten zwei Perioden an der Spitze ist Rekord.
- Federer hält diverse Langzeitrekorde in der Weltrangliste. Zwischen dem 17. November 2003 und dem 4. Juli 2010 war er 346 Wochen in Folge in den Top 2 der Rangliste gelistet. Er ist der Spieler mit den insgesamt meisten Wochen in den Top 3 (750), Top 5 (859) und Top 10 (968). Ausserdem schloss er die meisten Jahre in den Top 3 (15), Top 5 (16) und in den Top 10 (18) ab.
- Er stand 1147 Wochen in Folge in den Top 50 (12. Juni 2000 bis 6. Juni 2022) sowie 1187 Wochen ohne Unterbrechung in den Top 100 (11. Oktober 1999 bis 20. Juni 2022) – beide sind Rekordserien.

### Siegesserien
In seiner Karriere erzielte Federer bisher eine Reihe von Siegesserien in verschiedenen Bereichen.
- So feierte Federer 24 Siege in Folge gegen Gegner aus den Top 10 der Weltrangliste (2003–2005).
- Federer hält ebenso den Open-Era-Rekord für die meisten Finalsiege in Folge (24, die Serie endete 2005).
- Auf Rasen und auf Hartplatz hält der Schweizer die Rekorde für die längsten Siegesserien, auf Hartplatz mit 56 Siegen (2005–2006), auf Rasen mit 65 Siegen in Folge (2003–2008).

### Sonstige Rekorde
- Am 30. Oktober 2017 überholte Federer mit 109'853'682 US-Dollar gewonnenen Preisgelder den bisherigen Rekordhalter Novak Đoković, der als erster Tennisprofi die Marke von 100 Millionen Dollar überschritten hatte. Bereits im Oktober 2008 hatte Federer in dieser Wertung die Führung übernommen, war jedoch im April 2016 von Đoković für eineinhalb Jahre überholt worden. Mit zwei Siegen an den ersten beiden Gruppenspielen an ATP Finals in London im November 2017 erreichte er ein Total von 110'235'682 Dollar, womit er auch den sportartenübergreifenden Rekord von Golfprofi Tiger Woods (110'061'012 Dollar) brechen konnte. 2018 wurde jedoch Federer wieder vom wiedererstarkten Đoković überholt. Von 2006 bis 2010 hielt Federer zudem den Rekord für den höchsten Preisgeldbetrag in einer Saison.
- Roger Federer ist neben Rod Laver einer von zwei Spielern, die in drei Jahren hintereinander zehn oder mehr Turniere gewonnen haben. Diese in den Jahren 2004–2006 gewonnenen 34 Einzeltitel sind ein weiterer Rekord.
- Mit einer Siegquote von 94,3 % und einer Turniersiegquote von 69,4 % kann Federer zudem zwei historische Höchstquoten für eine Zeitspanne von drei Jahren vorweisen.
- Bei 16 von 17 gespielten Turnieren den Final zu erreichen (94,1 %, Saison 2006), stellte ebenfalls eine neue Bestmarke dar.
- Federer hält den Rekord für die meisten Turniersiege auf Hartplätzen (71) und auf Rasen (19) in der Open Era, dazu weist er die meisten gewonnenen Partien auf beiden Belägen auf.[122][123] Mit insgesamt 103 Turniersiegen auf allen Belägen liegt er an zweiter Stelle hinter Jimmy Connors (109 Siege). Mit insgesamt 157 erreichten Endspielen liegt er hinter Connors (164). Seine 1251 Siege und 1526 gespielten Matches werden ebenfalls nur von Connors überboten.
- Die Siegquote von 86,88 % auf Rasen ist Rekord in der Open Era.
- Der olympische Halbfinal von London 2012, den Federer gegen Juan Martín del Potro mit 3:6, 7:6 (7:5) und 19:17 gewann, war mit 4:26 Stunden das längste Dreisatzmatch der Open Era. Allein der dritte Satz dauerte 2:43 Stunden.[124][125]
- Federer hält den Open-Era-Rekord für die meisten Finalteilnahmen bei einem Turnier: 15 in Basel, die zehn Finals in Serie in Basel (2006–2015) sind ebenfalls Rekord.
- Federer ist der Einzige in der Tennisgeschichte, der fünf Turniere mindestens siebenmal gewann: Basel und Halle (je 10 Siege); Wimbledon und Dubai (je 8 Siege) sowie Cincinnati (7 Siege).
- Er ist der einzige Spieler, der zwei Turniere auf zwei unterschiedlichen Belägen jeweils zehnmal gewonnen hat, nämlich die Gerry Weber Open in Halle auf Rasen (2003–2006, 2008, 2013–2015, 2017, 2019) und die Swiss Indoors in Basel auf Hartplatz (2006–2008, 2010, 2011, 2014, 2015, 2017–2019).
- Mit 24 Turniersiegen ist er der erfolgreichste Spieler bei ATP-Tour-500-Turnieren.
- Im Laufe seiner Profikarriere spielte er 1750 Matches im Einzel und Doppel, in keinem dieser Spiele gab er vorzeitig auf.

## Leistungsbilanz

### Finalteilnahmen
Einzel
| Anzahl von Turniersiegen und Finalteilnahmen bei unterschiedlichen Turnieren und Platzbelägen |                            |                     |               |                            |                              |
|                                                                                               | Turniersiege               | Turniersiege        |               | Erreichte Finals           | Erreichte Finals             |
|                                                                                               | Turnierkategorien*         | Platzbeläge         |               | Turnierkategorien*         | Platzbeläge                  |
|                                                                                               | Grand Slam (20)            | Hartplatz (71)      |               | Grand Slam (31)            | Hartplatz (98)               |
|                                                                                               | ATP Finals (6)             | Rasen (19)          |               | ATP Finals (10)            | Rasen (27)                   |
|                                                                                               | ATP Tour Masters 1000 (28) | Sand (11)           |               | ATP Tour Masters 1000 (50) | Sand (26)                    |
|                                                                                               | ATP Tour 500 (24)          | Teppich (2)         |               | ATP Tour 500 (31)          | Teppich (5)                  |
|                                                                                               | ATP Tour 250 (25)          |                     |               | ATP Tour 250 (34)          |                              |
|                                                                                               | Olympische Spiele (0)      |                     |               | Olympische Spiele (1)      |                              |
| Detaillierte Darstellung der Turniersiege                                                     |                            |                     |               |                            |                              |
| Nr.                                                                                           | Datum                      | Turnier             | Belag         | Finalgegner                | Ergebnis                     |
| 001.                                                                                          | 04. Februar 2001           | Mailand             | Teppich (i)   | Julien Boutter             | 6:4, 6:77, 6:4               |
| 002.                                                                                          | 13. Januar 2002            | Sydney              | Hartplatz     | Juan Ignacio Chela         | 6:3, 6:3                     |
| 003.                                                                                          | 19. Mai 2002               | Hamburg (1)         | Sand          | Marat Safin                | 6:1, 6:3, 6:4                |
| 004.                                                                                          | 13. Oktober 2002           | Wien (1)            | Hartplatz (i) | Jiří Novák                 | 6:4, 6:1, 3:6, 6:4           |
| 005.                                                                                          | 16. Februar 2003           | Marseille           | Hartplatz (i) | Jonas Björkman             | 6:2, 7:66                    |
| 006.                                                                                          | 02. März 2003              | Dubai (1)           | Hartplatz     | Jiří Novák                 | 6:1, 7:62                    |
| 007.                                                                                          | 04. Mai 2003               | München             | Sand          | Jarkko Nieminen            | 6:1, 6:4                     |
| 008.                                                                                          | 15. Juni 2003              | Halle (1)           | Rasen         | Nicolas Kiefer             | 6:1, 6:3                     |
| 009.                                                                                          | 06. Juli 2003              | Wimbledon (1)       | Rasen         | Mark Philippoussis         | 7:65, 6:2, 7:63              |
| 010.                                                                                          | 12. Oktober 2003           | Wien (2)            | Hartplatz (i) | Carlos Moyá                | 6:3, 6:3, 6:3                |
| 011.                                                                                          | 16. November 2003          | Houston (1)         | Hartplatz     | Andre Agassi               | 6:3, 6:0, 6:4                |
| 012.                                                                                          | 01. Februar 2004           | Australian Open (1) | Hartplatz     | Marat Safin                | 7:63, 6:4, 6:2               |
| 013.                                                                                          | 07. März 2004              | Dubai (2)           | Hartplatz     | Feliciano López            | 4:6, 6:1, 6:2                |
| 014.                                                                                          | 21. März 2004              | Indian Wells (1)    | Hartplatz     | Tim Henman                 | 6:3, 6:3                     |
| 015.                                                                                          | 16. Mai 2004               | Hamburg (2)         | Sand          | Guillermo Coria            | 4:6, 6:4, 6:2, 6:3           |
| 016.                                                                                          | 13. Juni 2004              | Halle (2)           | Rasen         | Mardy Fish                 | 6:0, 6:3                     |
| 017.                                                                                          | 05. Juli 2004              | Wimbledon (2)       | Rasen         | Andy Roddick               | 4:6, 7:5, 7:63, 6:4          |
| 018.                                                                                          | 11. Juli 2004              | Gstaad              | Sand          | Igor Andrejew              | 6:2, 6:3, 5:7, 6:3           |
| 019.                                                                                          | 01. August 2004            | Toronto (1)         | Hartplatz     | Andy Roddick               | 7:5, 6:3                     |
| 020.                                                                                          | 12. September 2004         | US Open (1)         | Hartplatz     | Lleyton Hewitt             | 6:0, 7:63, 6:0               |
| 021.                                                                                          | 03. Oktober 2004           | Bangkok (1)         | Hartplatz (i) | Andy Roddick               | 6:4, 6:0                     |
| 022.                                                                                          | 21. November 2004          | Houston (2)         | Hartplatz     | Lleyton Hewitt             | 6:3, 6:2                     |
| 023.                                                                                          | 09. Januar 2005            | Doha (1)            | Hartplatz     | Ivan Ljubičić              | 6:3, 6:1                     |
| 024.                                                                                          | 20. Februar 2005           | Rotterdam (1)       | Hartplatz (i) | Ivan Ljubičić              | 5:7, 7:5, 7:65               |
| 025.                                                                                          | 27. Februar 2005           | Dubai (3)           | Hartplatz     | Ivan Ljubičić              | 6:1, 6:76, 6:3               |
| 026.                                                                                          | 20. März 2005              | Indian Wells (2)    | Hartplatz     | Lleyton Hewitt             | 6:2, 6:4, 6:4                |
| 027.                                                                                          | 03. April 2005             | Miami (1)           | Hartplatz     | Rafael Nadal               | 2:6, 6:74, 7:65, 6:3, 6:1    |
| 028.                                                                                          | 15. Mai 2005               | Hamburg (3)         | Sand          | Richard Gasquet            | 6:3, 7:5, 7:64               |
| 029.                                                                                          | 12. Juni 2005              | Halle (3)           | Rasen         | Marat Safin                | 6:4, 6:76, 6:4               |
| 030.                                                                                          | 03. Juli 2005              | Wimbledon (3)       | Rasen         | Andy Roddick               | 6:2, 7:62, 6:4               |
| 031.                                                                                          | 21. August 2005            | Cincinnati (1)      | Hartplatz     | Andy Roddick               | 6:3, 7:5                     |
| 032.                                                                                          | 11. September 2005         | US Open (2)         | Hartplatz     | Andre Agassi               | 6:3, 2:6, 7:61, 6:1          |
| 033.                                                                                          | 02. Oktober 2005           | Bangkok (2)         | Hartplatz (i) | Andy Murray                | 6:3, 7:5                     |
| 034.                                                                                          | 08. Januar 2006            | Doha (2)            | Hartplatz     | Gaël Monfils               | 6:3, 7:65                    |
| 035.                                                                                          | 29. Januar 2006            | Australian Open (2) | Hartplatz     | Marcos Baghdatis           | 5:7, 7:5, 6:0, 6:2           |
| 036.                                                                                          | 19. März 2006              | Indian Wells (3)    | Hartplatz     | James Blake                | 7:5, 6:3, 6:0                |
| 037.                                                                                          | 02. April 2006             | Miami (2)           | Hartplatz     | Ivan Ljubičić              | 7:65, 7:64, 7:66             |
| 038.                                                                                          | 18. Juni 2006              | Halle (4)           | Rasen         | Tomáš Berdych              | 6:0, 6:74, 6:2               |
| 039.                                                                                          | 09. Juli 2006              | Wimbledon (4)       | Rasen         | Rafael Nadal               | 6:0, 7:65, 6:72, 6:3         |
| 040.                                                                                          | 13. August 2006            | Toronto (2)         | Hartplatz     | Richard Gasquet            | 2:6, 6:3, 6:2                |
| 041.                                                                                          | 10. September 2006         | US Open (3)         | Hartplatz     | Andy Roddick               | 6:2, 4:6, 7:5, 6:1           |
| 042.                                                                                          | 08. Oktober 2006           | Tokio               | Hartplatz     | Tim Henman                 | 6:3, 6:3                     |
| 043.                                                                                          | 22. Oktober 2006           | Madrid (1)          | Hartplatz (i) | Fernando González          | 7:5, 6:1, 6:0                |
| 044.                                                                                          | 29. Oktober 2006           | Basel (1)           | Teppich (i)   | Fernando González          | 6:3, 6:2, 7:63               |
| 045.                                                                                          | 19. November 2006          | Shanghai (3)        | Hartplatz (i) | James Blake                | 6:0, 6:3, 6:4                |
| 046.                                                                                          | 28. Januar 2007            | Australian Open (3) | Hartplatz     | Fernando González          | 7:62, 6:4, 6:4               |
| 047.                                                                                          | 03. März 2007              | Dubai (4)           | Hartplatz     | Michail Juschny            | 6:4, 6:3                     |
| 048.                                                                                          | 20. Mai 2007               | Hamburg (4)         | Sand          | Rafael Nadal               | 2:6, 6:2, 6:0                |
| 049.                                                                                          | 08. Juli 2007              | Wimbledon (5)       | Rasen         | Rafael Nadal               | 7:67, 4:6, 7:63, 2:6, 6:2    |
| 050.                                                                                          | 19. August 2007            | Cincinnati (2)      | Hartplatz     | James Blake                | 6:1, 6:4                     |
| 051.                                                                                          | 09. September 2007         | US Open (4)         | Hartplatz     | Novak Đoković              | 7:64, 7:62, 6:4              |
| 052.                                                                                          | 28. Oktober 2007           | Basel (2)           | Hartplatz (i) | Jarkko Nieminen            | 6:3, 6:4                     |
| 053.                                                                                          | 18. November 2007          | Shanghai (4)        | Hartplatz (i) | David Ferrer               | 6:2, 6:3, 6:2                |
| 054.                                                                                          | 20. April 2008             | Estoril             | Sand          | Nikolai Dawydenko          | 7:65, 1:2, aufgg.            |
| 055.                                                                                          | 15. Juni 2008              | Halle (5)           | Rasen         | Philipp Kohlschreiber      | 6:3, 6:4                     |
| 056.                                                                                          | 08. September 2008         | US Open (5)         | Hartplatz     | Andy Murray                | 6:2, 7:5, 6:2                |
| 057.                                                                                          | 26. Oktober 2008           | Basel (3)           | Hartplatz (i) | David Nalbandian           | 6:3, 6:4                     |
| 058.                                                                                          | 17. Mai 2009               | Madrid (2)          | Sand          | Rafael Nadal               | 6:4, 6:4                     |
| 059.                                                                                          | 07. Juni 2009              | French Open         | Sand          | Robin Söderling            | 6:1, 7:61, 6:4               |
| 060.                                                                                          | 05. Juli 2009              | Wimbledon (6)       | Rasen         | Andy Roddick               | 5:7, 7:66, 7:65, 3:6, 16:14  |
| 061.                                                                                          | 23. August 2009            | Cincinnati (3)      | Hartplatz     | Novak Đoković              | 6:1, 7:5                     |
| 062.                                                                                          | 31. Januar 2010            | Australian Open (4) | Hartplatz     | Andy Murray                | 6:3, 6:4, 7:611              |
| 063.                                                                                          | 22. August 2010            | Cincinnati (4)      | Hartplatz     | Mardy Fish                 | 6:75, 7:61, 6:4              |
| 064.                                                                                          | 24. Oktober 2010           | Stockholm           | Hartplatz (i) | Florian Mayer              | 6:4, 6:3                     |
| 065.                                                                                          | 07. November 2010          | Basel (4)           | Hartplatz (i) | Novak Đoković              | 6:4, 3:6, 6:1                |
| 066.                                                                                          | 28. November 2010          | Shanghai (5)        | Hartplatz (i) | Rafael Nadal               | 6:3, 3:6, 6:1                |
| 067.                                                                                          | 08. Januar 2011            | Doha (3)            | Hartplatz     | Nikolai Dawydenko          | 6:3, 6:4                     |
| 068.                                                                                          | 06. November 2011          | Basel (5)           | Hartplatz (i) | Kei Nishikori              | 6:1, 6:3                     |
| 069.                                                                                          | 13. November 2011          | Paris               | Hartplatz (i) | Jo-Wilfried Tsonga         | 6:1, 7:63                    |
| 070.                                                                                          | 27. November 2011          | London (6)          | Hartplatz (i) | Jo-Wilfried Tsonga         | 6:3, 6:76, 6:3               |
| 071.                                                                                          | 19. Februar 2012           | Rotterdam (2)       | Hartplatz (i) | Juan Martín del Potro      | 6:1, 6:4                     |
| 072.                                                                                          | 03. März 2012              | Dubai (5)           | Hartplatz     | Andy Murray                | 7:5, 6:4                     |
| 073.                                                                                          | 18. März 2012              | Indian Wells (4)    | Hartplatz     | John Isner                 | 7:67, 6:3                    |
| 074.                                                                                          | 13. Mai 2012               | Madrid (3)          | Sand          | Tomáš Berdych              | 3:6, 7:5, 7:5                |
| 075.                                                                                          | 08. Juli 2012              | Wimbledon (7)       | Rasen         | Andy Murray                | 4:6, 7:5, 6:3, 6:4           |
| 076.                                                                                          | 19. August 2012            | Cincinnati (5)      | Hartplatz     | Novak Đoković              | 6:0, 7:67                    |
| 077.                                                                                          | 16. Juni 2013              | Halle (6)           | Rasen         | Michail Juschny            | 6:75, 6:3, 6:4               |
| 078.                                                                                          | 01. März 2014              | Dubai (6)           | Hartplatz     | Tomáš Berdych              | 3:6, 6:4, 6:3                |
| 079.                                                                                          | 15. Juni 2014              | Halle (7)           | Rasen         | Alejandro Falla            | 7:62, 7:63                   |
| 080.                                                                                          | 17. August 2014            | Cincinnati (6)      | Hartplatz     | David Ferrer               | 6:3, 1:6, 6:2                |
| 081.                                                                                          | 12. Oktober 2014           | Shanghai (1)        | Hartplatz     | Gilles Simon               | 7:66, 7:62                   |
| 082.                                                                                          | 26. Oktober 2014           | Basel (6)           | Hartplatz (i) | David Goffin               | 6:2, 6:2                     |
| 083.                                                                                          | 11. Januar 2015            | Brisbane            | Hartplatz     | Milos Raonic               | 6:4, 6:72, 6:4               |
| 084.                                                                                          | 28. Februar 2015           | Dubai (7)           | Hartplatz     | Novak Đoković              | 6:3, 7:5                     |
| 085.                                                                                          | 03. Mai 2015               | Istanbul            | Sand          | Pablo Cuevas               | 6:3, 7:611                   |
| 086.                                                                                          | 21. Juni 2015              | Halle (8)           | Rasen         | Andreas Seppi              | 7:61, 6:4                    |
| 087.                                                                                          | 23. August 2015            | Cincinnati (7)      | Hartplatz     | Novak Đoković              | 7:61, 6:3                    |
| 088.                                                                                          | 01. November 2015          | Basel (7)           | Hartplatz (i) | Rafael Nadal               | 6:3, 5:7, 6:3                |
| 089.                                                                                          | 29. Januar 2017            | Australian Open (5) | Hartplatz     | Rafael Nadal               | 6:4, 3:6, 6:1, 3:6, 6:3      |
| 090.                                                                                          | 19. März 2017              | Indian Wells (5)    | Hartplatz     | Stan Wawrinka              | 6:4, 7:5                     |
| 091.                                                                                          | 02. April 2017             | Miami (3)           | Hartplatz     | Rafael Nadal               | 6:3, 6:4                     |
| 092.                                                                                          | 25. Juni 2017              | Halle (9)           | Rasen         | Alexander Zverev           | 6:1, 6:3                     |
| 093.                                                                                          | 16. Juli 2017              | Wimbledon (8)       | Rasen         | Marin Čilić                | 6:3, 6:1, 6:4                |
| 094.                                                                                          | 15. Oktober 2017           | Shanghai (2)        | Hartplatz     | Rafael Nadal               | 6:4, 6:3                     |
| 095.                                                                                          | 29. Oktober 2017           | Basel (8)           | Hartplatz (i) | Juan Martín del Potro      | 6:75, 6:4, 6:3               |
| 096.                                                                                          | 28. Januar 2018            | Australian Open (6) | Hartplatz     | Marin Čilić                | 6:2, 6:75, 6:3, 3:6, 6:1     |
| 097.                                                                                          | 18. Februar 2018           | Rotterdam (3)       | Hartplatz (i) | Grigor Dimitrow            | 6:2, 6:2                     |
| 098.                                                                                          | 17. Juni 2018              | Stuttgart           | Rasen         | Milos Raonic               | 6:4, 7:63                    |
| 099.                                                                                          | 28. Oktober 2018           | Basel (9)           | Hartplatz (i) | Marius Copil               | 7:65, 6:4                    |
| 100.                                                                                          | 02. März 2019              | Dubai (8)           | Hartplatz     | Stefanos Tsitsipas         | 6:4, 6:4                     |
| 101.                                                                                          | 31. März 2019              | Miami (4)           | Hartplatz     | John Isner                 | 6:1, 6:4                     |
| 102.                                                                                          | 23. Juni 2019              | Halle (10)          | Rasen         | David Goffin               | 7:62, 6:1                    |
| 103.                                                                                          | 27. Oktober 2019           | Basel (10)          | Hartplatz (i) | Alex de Minaur             | 6:2, 6:2                     |
| Detaillierte Darstellung der verlorenen Finals                                                |                            |                     |               |                            |                              |
| Nr.                                                                                           | Datum                      | Turnier             | Belag         | Finalgegner                | Ergebnis                     |
| 01.                                                                                           | 13. Februar 2000           | Marseille           | Hartplatz (i) | Marc Rosset                | 6:2, 3:6, 6:75               |
| 02.                                                                                           | 29. Oktober 2000           | Basel (1)           | Teppich (i)   | Thomas Enqvist             | 2:6, 6:4, 6:74, 6:1, 1:6     |
| 03.                                                                                           | 25. Februar 2001           | Rotterdam           | Hartplatz (i) | Nicolas Escudé             | 5:7, 6:3, 6:75               |
| 04.                                                                                           | 28. Oktober 2001           | Basel (2)           | Teppich (i)   | Tim Henman                 | 3:6, 4:6, 2:6                |
| 05.                                                                                           | 03. Februar 2002           | Mailand             | Teppich (i)   | Davide Sanguinetti         | 6:72, 6:4, 1:6               |
| 06.                                                                                           | 31. März 2002              | Miami               | Hartplatz     | Andre Agassi               | 3:6, 3:6, 6:3, 4:6           |
| 07.                                                                                           | 11. Mai 2003               | Rom (1)             | Sand          | Félix Mantilla             | 5:7, 2:6, 6:78               |
| 08.                                                                                           | 13. Juli 2003              | Gstaad              | Sand          | Jiří Novák                 | 7:5, 3:6, 3:6, 6:1, 3:6      |
| 09.                                                                                           | 20. November 2005          | Shanghai (1)        | Teppich (i)   | David Nalbandian           | 7:64, 7:611, 2:6, 1:6, 6:73  |
| 10.                                                                                           | 05. März 2006              | Dubai (1)           | Hartplatz     | Rafael Nadal               | 6:2, 4:6, 4:6                |
| 11.                                                                                           | 23. April 2006             | Monte Carlo (1)     | Sand          | Rafael Nadal               | 2:6, 7:62, 3:6, 6:75         |
| 12.                                                                                           | 14. Mai 2006               | Rom (2)             | Sand          | Rafael Nadal               | 7:60, 6:75, 4:6, 6:2, 6:75   |
| 13.                                                                                           | 11. Juni 2006              | French Open (1)     | Sand          | Rafael Nadal               | 6:1, 1:6, 4:6, 6:74          |
| 14.                                                                                           | 22. April 2007             | Monte Carlo (2)     | Sand          | Rafael Nadal               | 4:6, 4:6                     |
| 15.                                                                                           | 10. Juni 2007              | French Open (2)     | Sand          | Rafael Nadal               | 3:6, 6:4, 3:6, 4:6           |
| 16.                                                                                           | 12. August 2007            | Montreal (1)        | Hartplatz     | Novak Đoković              | 6:72, 6:2, 6:72              |
| 17.                                                                                           | 21. Oktober 2007           | Madrid (1)          | Hartplatz (i) | David Nalbandian           | 6:1, 3:6, 3:6                |
| 18.                                                                                           | 27. April 2008             | Monte Carlo (3)     | Sand          | Rafael Nadal               | 5:7, 5:7                     |
| 19.                                                                                           | 18. Mai 2008               | Hamburg             | Sand          | Rafael Nadal               | 5:7, 7:63, 3:6               |
| 20.                                                                                           | 08. Juni 2008              | French Open (3)     | Sand          | Rafael Nadal               | 1:6, 3:6, 0:6                |
| 21.                                                                                           | 06. Juli 2008              | Wimbledon (1)       | Rasen         | Rafael Nadal               | 4:6, 4:6, 7:65, 7:68, 7:9    |
| 22.                                                                                           | 01. Februar 2009           | Australian Open     | Hartplatz     | Rafael Nadal               | 5:7, 6:3, 6:73, 6:3, 2:6     |
| 23.                                                                                           | 14. September 2009         | US Open (1)         | Hartplatz     | Juan Martín del Potro      | 6:3, 6:75, 6:4, 6:74, 2:6    |
| 24.                                                                                           | 08. November 2009          | Basel (3)           | Hartplatz (i) | Novak Đoković              | 4:6, 6:4, 2:6                |
| 25.                                                                                           | 16. Mai 2010               | Madrid (2)          | Sand          | Rafael Nadal               | 4:6, 6:75                    |
| 26.                                                                                           | 13. Juni 2010              | Halle (1)           | Rasen         | Lleyton Hewitt             | 6:3, 6:74, 4:6               |
| 27.                                                                                           | 15. August 2010            | Toronto (2)         | Hartplatz     | Andy Murray                | 5:7, 5:7                     |
| 28.                                                                                           | 17. Oktober 2010           | Shanghai            | Hartplatz     | Andy Murray                | 3:6, 2:6                     |
| 29.                                                                                           | 26. Februar 2011           | Dubai (2)           | Hartplatz     | Novak Đoković              | 3:6, 3:6                     |
| 30.                                                                                           | 05. Juni 2011              | French Open (4)     | Sand          | Rafael Nadal               | 5:7, 6:73, 7:5, 1:6          |
| 31.                                                                                           | 17. Juni 2012              | Halle (2)           | Rasen         | Tommy Haas                 | 6:75, 4:6                    |
| 32.                                                                                           | 05. August 2012            | London              | Rasen         | Andy Murray                | 2:6, 1:6, 4:6                |
| 33.                                                                                           | 28. Oktober 2012           | Basel (4)           | Hartplatz (i) | Juan Martín del Potro      | 4:6, 7:65, 6:73              |
| 34.                                                                                           | 12. November 2012          | London (2)          | Hartplatz (i) | Novak Đoković              | 6:76, 5:7                    |
| 35.                                                                                           | 19. Mai 2013               | Rom (3)             | Sand          | Rafael Nadal               | 1:6, 3:6                     |
| 36.                                                                                           | 27. Oktober 2013           | Basel (5)           | Hartplatz (i) | Juan Martín del Potro      | 6:73, 6:2, 4:6               |
| 37.                                                                                           | 05. Januar 2014            | Brisbane (1)        | Hartplatz     | Lleyton Hewitt             | 1:6, 6:4, 3:6                |
| 38.                                                                                           | 16. März 2014              | Indian Wells (1)    | Hartplatz     | Novak Đoković              | 6:3, 3:6, 6:73               |
| 39.                                                                                           | 20. April 2014             | Monte Carlo (4)     | Sand          | Stan Wawrinka              | 6:4, 6:75, 2:6               |
| 40.                                                                                           | 06. Juli 2014              | Wimbledon (2)       | Rasen         | Novak Đoković              | 7:67, 4:6, 6:74, 7:5, 4:6    |
| 41.                                                                                           | 10. August 2014            | Toronto (3)         | Hartplatz     | Jo-Wilfried Tsonga         | 5:7, 6:73                    |
| 42.                                                                                           | 16. November 2014          | London (3)          | Hartplatz (i) | Novak Đoković              | kampflos                     |
| 43.                                                                                           | 22. März 2015              | Indian Wells (2)    | Hartplatz     | Novak Đoković              | 3:6, 7:65, 2:6               |
| 44.                                                                                           | 17. Mai 2015               | Rom (4)             | Sand          | Novak Đoković              | 4:6, 3:6                     |
| 45.                                                                                           | 12. Juli 2015              | Wimbledon (3)       | Rasen         | Novak Đoković              | 6:71, 7:610, 4:6, 3:6        |
| 46.                                                                                           | 13. September 2015         | US Open (2)         | Hartplatz     | Novak Đoković              | 4:6, 7:5, 4:6, 4:6           |
| 47.                                                                                           | 22. November 2015          | London (4)          | Hartplatz (i) | Novak Đoković              | 3:6, 4:6                     |
| 48.                                                                                           | 10. Januar 2016            | Brisbane (2)        | Hartplatz     | Milos Raonic               | 4:6, 4:6                     |
| 49.                                                                                           | 13. August 2017            | Montreal (4)        | Hartplatz     | Alexander Zverev           | 3:6, 4:6                     |
| 50.                                                                                           | 18. März 2018              | Indian Wells (3)    | Hartplatz     | Juan Martín del Potro      | 4:6, 7:68, 6:72              |
| 51.                                                                                           | 24. Juni 2018              | Halle (3)           | Rasen         | Borna Ćorić                | 6:76, 6:3, 2:6               |
| 52.                                                                                           | 19. August 2018            | Cincinnati          | Hartplatz     | Novak Đoković              | 4:6, 4:6                     |
| 53.                                                                                           | 17. März 2019              | Indian Wells (4)    | Hartplatz     | Dominic Thiem              | 6:3, 3:6, 5:7                |
| 54.                                                                                           | 14. Juli 2019              | Wimbledon (4)       | Rasen         | Novak Đoković              | 6:75, 6:2, 6:74, 6:4, 12:133 |

Doppel
| Anzahl von Turniersiegen und Finalteilnahmen bei unterschiedlichen Turnieren und Platzbelägen |                           |                  |               |                           |                                     |                     |
|                                                                                               | Turniersiege              | Turniersiege     |               | Verlorene Finals          | Verlorene Finals                    |                     |
|                                                                                               | Turnierkategorien*        | Platzbeläge      |               | Turnierkategorien*        | Platzbeläge                         |                     |
|                                                                                               | ATP Tour Masters 1000 (1) | Hartplatz (5)    |               | ATP Tour Masters 1000 (3) | Hartplatz (9)                       |                     |
|                                                                                               | Olympische Spiele (1)     | Rasen (1)        |               | Olympische Spiele (1)     | Rasen (2)                           |                     |
|                                                                                               | ATP Tour 500 (3)          | Sand (1)         |               | ATP Tour 500 (4)          | Sand (1)                            |                     |
|                                                                                               | ATP Tour 250 (3)          | Teppich (1)      |               | ATP Tour 250 (6)          | Teppich (2)                         |                     |
| Detaillierte Darstellung der Turniersiege                                                     |                           |                  |               |                           |                                     |                     |
| Nr.                                                                                           | Datum                     | Turnier          | Belag         | Partner                   | Finalgegner                         | Ergebnis            |
| 01.                                                                                           | 25. Februar 2001          | Rotterdam (1)    | Hartplatz (i) | Jonas Björkman            | Petr Pála Pavel Vízner              | 6:3, 6:0            |
| 02.                                                                                           | 15. Juli 2001             | Gstaad           | Sand          | Marat Safin               | Michael Hill Jeff Tarango           | 0:1 aufgg.          |
| 03.                                                                                           | 24. Februar 2002          | Rotterdam (2)    | Hartplatz (i) | Maks Mirny                | Mark Knowles Daniel Nestor          | 4:6, 6:3, [10:4]    |
| 04.                                                                                           | 06. Oktober 2002          | Moskau           | Teppich (i)   | Maks Mirny                | Joshua Eagle Sandon Stolle          | 6:4, 7:60           |
| 05.                                                                                           | 30. März 2003             | Miami            | Hartplatz     | Maks Mirny                | Leander Paes David Rikl             | 7:5, 6:3            |
| 06.                                                                                           | 12. Oktober 2003          | Wien             | Hartplatz (i) | Yves Allegro              | Mahesh Bhupathi Maks Mirny          | 7:67, 7:5           |
| 07.                                                                                           | 12. Juni 2005             | Halle            | Rasen         | Yves Allegro              | Joachim Johansson Marat Safin       | 7:5, 6:76, 6:3      |
| 08.                                                                                           | 16. August 2008           | Peking           | Hartplatz     | Stan Wawrinka             | Simon Aspelin Thomas Johansson      | 6:3, 6:4, 6:74, 6:3 |
| Detaillierte Darstellung der verlorenen Finals                                                |                           |                  |               |                           |                                     |                     |
| Nr.                                                                                           | Datum                     | Turnier          | Belag         | Partner                   | Finalgegner                         | Ergebnis            |
| 01.                                                                                           | 29. Oktober 2000          | Basel            | Teppich (i)   | Dominik Hrbatý            | Donald Johnson Piet Norval          | 6:711, 6:4, 6:74    |
| 02.                                                                                           | 17. März 2002             | Indian Wells (1) | Hartplatz     | Maks Mirny                | Mark Knowles Daniel Nestor          | 4:6, 4:6            |
| 03.                                                                                           | 23. Februar 2003          | Rotterdam        | Hartplatz (i) | Maks Mirny                | Wayne Arthurs Paul Hanley           | 6:74, 2:6           |
| 04.                                                                                           | 03. Oktober 2004          | Bangkok          | Hartplatz (i) | Yves Allegro              | Justin Gimelstob Graydon Oliver     | 7:5, 4:6, 4:6       |
| 05.                                                                                           | 19. März 2011             | Indian Wells (2) | Hartplatz     | Stan Wawrinka             | Oleksandr Dolhopolow Xavier Malisse | 4:6, 7:65, [7:10]   |
| 06.                                                                                           | 15. Juni 2014             | Halle            | Rasen         | Marco Chiudinelli         | Andre Begemann Julian Knowle        | 6:1, 5:7, [10:12]   |

(*) Bezeichnungen der Turnierkategorien bis 2008:

ATP Tour Masters 1000 = ATP Masters Series (2004–2008), Tennis Masters Series (2000–2003)

ATP Tour 500 = International Series Gold

ATP Tour 250 = International Series
Team-Wettbewerbe
| Nr. | Datum              | Turnier        | Belag         | Partner                                        | Finalgegner                                                      | Ergebnis |
| --- | ------------------ | -------------- | ------------- | ---------------------------------------------- | ---------------------------------------------------------------- | -------- |
| 1.  | 06. Januar 2001    | Hopman Cup (1) | Hartplatz (i) | Martina Hingis                                 | Monica Seles Jan-Michael Gambill                                 | 2:1      |
| 2.  | 23. November 2014  | Davis Cup      | verschiedene  | Stan Wawrinka Marco Chiudinelli Michael Lammer | Jo-Wilfried Tsonga Gaël Monfils Julien Benneteau Richard Gasquet | 3:1      |
| 3.  | 24. September 2017 | Laver Cup (1)  | Hartplatz (i) | Team Europa                                    | Team Welt                                                        | 15:9     |
| 4.  | 06. Januar 2018    | Hopman Cup (2) | Hartplatz (i) | Belinda Bencic                                 | Angelique Kerber Alexander Zverev                                | 2:1      |
| 5.  | 23. September 2018 | Laver Cup (2)  | Hartplatz (i) | Team Europa                                    | Team Welt                                                        | 13:8     |
| 6.  | 05. Januar 2019    | Hopman Cup (3) | Hartplatz (i) | Belinda Bencic                                 | Angelique Kerber Alexander Zverev                                | 2:1      |
| 7.  | 22. September 2019 | Laver Cup (3)  | Hartplatz (i) | Team Europa                                    | Team Welt                                                        | 13:11    |

### Statistik
| Turnier 1                    | 1997              | 1998              | 1999              | 2000              | 2001              | 2002              | 2003              | 2004              | 2005              | 2006              | 2007              | 2008              | 2009                 | 2010                 | 2011                 | 2012                 | 2013                 | 2014                 | 2015                 | 2016                 | 2017                 | 2018                 | 2019                 | 2020                 | 2021                 | Gesamt   |
| ---------------------------- | ----------------- | ----------------- | ----------------- | ----------------- | ----------------- | ----------------- | ----------------- | ----------------- | ----------------- | ----------------- | ----------------- | ----------------- | -------------------- | -------------------- | -------------------- | -------------------- | -------------------- | -------------------- | -------------------- | -------------------- | -------------------- | -------------------- | -------------------- | -------------------- | -------------------- | -------- |
| Australian Open              | –                 | –                 | –                 | 3R                | 3R                | AF                | AF                | S                 | HF                | S                 | S                 | HF                | F                    | S                    | HF                   | HF                   | HF                   | HF                   | 3R                   | HF                   | S                    | S                    | AF                   | HF                   | –                    | 6        |
| French Open                  | –                 | –                 | 1R                | AF                | VF                | 1R                | 1R                | 3R                | HF                | F                 | F                 | F                 | S                    | VF                   | F                    | HF                   | VF                   | AF                   | VF                   | –                    | –                    | –                    | HF                   | –                    | AF                   | 1        |
| Wimbledon                    | –                 | –                 | 1R                | 1R                | VF                | 1R                | S                 | S                 | S                 | S                 | S                 | F                 | S                    | VF                   | VF                   | S                    | 2R                   | F                    | F                    | HF                   | S                    | VF                   | F                    | n. a.                | VF                   | 8        |
| US Open                      | –                 | –                 | –                 | 3R                | AF                | AF                | AF                | S                 | S                 | S                 | S                 | S                 | F                    | HF                   | HF                   | VF                   | AF                   | HF                   | F                    | –                    | VF                   | AF                   | VF                   | –                    | –                    | 5        |
| ATP Finals 2                 | –                 | –                 | –                 | –                 | –                 | HF                | S                 | S                 | F                 | S                 | S                 | RR                | HF                   | S                    | S                    | F                    | HF                   | F                    | F                    | –                    | HF                   | HF                   | HF                   | –                    | –                    | 6        |
| Indian Wells Masters         | –                 | –                 | –                 | –                 | 1R                | 3R                | 2R                | S                 | S                 | S                 | 2R                | HF                | HF                   | 3R                   | HF                   | S                    | VF                   | F                    | F                    | –                    | S                    | F                    | F                    | n. a.                | –                    | 5        |
| Miami Masters                | –                 | –                 | 1R                | 2R                | VF                | F                 | VF                | 3R                | S                 | S                 | AF                | VF                | HF                   | AF                   | HF                   | 3R                   | –                    | VF                   | –                    | –                    | S                    | 2R                   | S                    | n. a.                | –                    | 4        |
| Monte Carlo Masters          | –                 | –                 | 1R                | 1R                | VF                | 2R                | –                 | –                 | VF                | F                 | F                 | F                 | AF                   | –                    | VF                   | –                    | –                    | F                    | AF                   | VF                   | –                    | –                    | –                    | n. a.                | –                    | 0        |
| Madrid Masters 3             | nicht ausgetragen | nicht ausgetragen | nicht ausgetragen | nicht ausgetragen | nicht ausgetragen | VF                | HF                | –                 | –                 | S                 | F                 | HF                | S                    | F                    | HF                   | S                    | AF                   | –                    | 2R                   | –                    | –                    | –                    | VF                   | n. a.                | –                    | 3        |
| Rom Masters                  | –                 | –                 | –                 | 1R                | AF                | 1R                | F                 | 2R                | –                 | F                 | AF                | VF                | HF                   | 2R                   | AF                   | HF                   | F                    | 2R                   | F                    | AF                   | –                    | –                    | VF                   | –                    | –                    | 0        |
| Hamburg Masters              | –                 | –                 | –                 | 1R                | 1R                | S                 | AF                | S                 | S                 | –                 | S                 | F                 | nicht Teil der Serie | nicht Teil der Serie | nicht Teil der Serie | nicht Teil der Serie | nicht Teil der Serie | nicht Teil der Serie | nicht Teil der Serie | nicht Teil der Serie | nicht Teil der Serie | nicht Teil der Serie | nicht Teil der Serie | nicht Teil der Serie | nicht Teil der Serie | 4        |
| Kanada Masters               | –                 | –                 | –                 | 1R                | –                 | 1R                | HF                | S                 | –                 | S                 | F                 | 2R                | VF                   | F                    | AF                   | –                    | –                    | F                    | –                    | –                    | F                    | –                    | –                    | n. a.                | –                    | 2        |
| Cincinnati Masters           | –                 | –                 | –                 | 1R                | –                 | 1R                | 2R                | 1R                | S                 | 2R                | S                 | AF                | S                    | S                    | VF                   | S                    | VF                   | S                    | S                    | –                    | –                    | F                    | AF                   | –                    | –                    | 7        |
| Stuttgart Masters            | –                 | –                 | –                 | 2R                | 2R                | nicht ausgetragen | nicht ausgetragen | nicht ausgetragen | nicht ausgetragen | nicht ausgetragen | nicht ausgetragen | nicht ausgetragen | nicht ausgetragen    | nicht ausgetragen    | nicht ausgetragen    | nicht ausgetragen    | nicht ausgetragen    | nicht ausgetragen    | nicht ausgetragen    | nicht ausgetragen    | nicht ausgetragen    | nicht ausgetragen    | nicht ausgetragen    | nicht ausgetragen    | nicht ausgetragen    | 0        |
| Shanghai Masters             | nicht ausgetragen | nicht ausgetragen | nicht ausgetragen | nicht ausgetragen | nicht ausgetragen | nicht ausgetragen | nicht ausgetragen | nicht ausgetragen | nicht ausgetragen | nicht ausgetragen | nicht ausgetragen | nicht ausgetragen | –                    | F                    | –                    | HF                   | AF                   | S                    | 2R                   | –                    | S                    | HF                   | VF                   | n. a.                | n. a.                | 2        |
| Paris Masters                | –                 | –                 | –                 | 1R                | 2R                | VF                | VF                | –                 | –                 | –                 | AF                | VF                | 2R                   | HF                   | S                    | –                    | HF                   | VF                   | AF                   | –                    | –                    | HF                   | –                    | –                    | –                    | 1        |
| Olympische Spiele            | nicht ausgetragen | nicht ausgetragen | nicht ausgetragen | KF                | nicht ausgetragen | nicht ausgetragen | nicht ausgetragen | 2R                | nicht ausgetragen | nicht ausgetragen | nicht ausgetragen | VF                | nicht ausgetragen    | nicht ausgetragen    | nicht ausgetragen    | F                    | nicht ausgetragen    | nicht ausgetragen    | nicht ausgetragen    | –                    | nicht ausgetragen    | nicht ausgetragen    | nicht ausgetragen    | nicht ausgetragen    | –                    | 0        |
| Davis Cup 4                  | –                 | –                 | VF                | PO                | VF                | PO                | HF                | VF                | PO                | PO                | PO                | PO                | PO                   | –                    | PO                   | PO                   | –                    | S                    | PO                   | –                    | –                    | –                    | −                    | n. a.                | –                    | 1        |
| Turnierteilnahmen            | 0                 | 3                 | 14                | 28                | 21                | 25                | 23                | 17                | 15                | 17                | 16                | 19                | 15                   | 18                   | 16                   | 17                   | 17                   | 17                   | 17                   | 7                    | 12                   | 13                   | 14                   | 1                    | 5                    | 367      |
| Erreichte Finals             | 0                 | 0                 | 0                 | 2                 | 3                 | 5                 | 9                 | 11                | 12                | 16                | 12                | 8                 | 7                    | 9                    | 6                    | 10                   | 3                    | 11                   | 11                   | 1                    | 8                    | 7                    | 6                    | 0                    | 0                    | 157      |
| Gewonnene Titel              | 0                 | 0                 | 0                 | 0                 | 1                 | 3                 | 7                 | 11                | 11                | 12                | 8                 | 4                 | 4                    | 5                    | 4                    | 6                    | 1                    | 5                    | 6                    | 0                    | 7                    | 4                    | 4                    | 0                    | 0                    | 103      |
| Hartplatz-Siege/-Niederlagen | 0:0               | 2:1               | 7:6               | 24:16             | 21:9              | 30:11             | 46:11             | 46:4              | 50:1              | 59:2              | 44:6              | 34:10             | 36:10                | 47:7                 | 46:7                 | 41:7                 | 28:11                | 56:7                 | 39:6                 | 8:2                  | 42:4                 | 38:8                 | 33:7                 | 5:1                  | 1:1                  | 783:155  |
| Sand-Siege/-Niederlagen      | 0:0               | 0:1               | 0:5               | 3:7               | 9:5               | 12:4              | 15:4              | 16:2              | 15:2              | 16:3              | 16:3              | 21:4              | 18:2                 | 10:4                 | 12:4                 | 15:3                 | 12:5                 | 8:4                  | 13:4                 | 3:2                  | 0:0                  | 0:0                  | 9:2                  | 0:0                  | 3:1                  | 226:71   |
| Rasen-Siege/-Niederlagen     | 0:0               | 0:0               | 0:2               | 2:3               | 9:3               | 5:3               | 12:0              | 12:0              | 12:0              | 12:0              | 6:0               | 11:1              | 7:0                  | 8:2                  | 6:1                  | 15:2                 | 5:1                  | 9:1                  | 11:1                 | 10:3                 | 12:1                 | 12:2                 | 11:1                 | 0:0                  | 5:2                  | 192:29   |
| Teppich-Siege/-Niederlagen   | 0:0               | 0:1               | 6:4               | 7:4               | 10:4              | 11:4              | 5:2               | 0:0               | 4:1               | 5:0               | 2:0               | 0:0               | 0:0                  | 0:0                  | 0:0                  | 0:0                  | 0:0                  | 0:0                  | 0:0                  | 0:0                  | 0:0                  | 0:0                  | 0:0                  | 0:0                  | 0:0                  | 50:20    |
| Gesamt-Siege/-Niederlagen    | 0:0               | 2:3               | 13:17             | 36:30             | 49:21             | 58:22             | 78:17             | 74:6              | 81:4              | 92:5              | 68:9              | 66:15             | 61:12                | 65:13                | 64:12                | 71:12                | 45:17                | 73:12                | 63:11                | 21:7                 | 54:5                 | 50:10                | 53:10                | 5:1                  | 9:4                  | 1251:275 |
| Weltranglistenpunkte 5       | 19                | 119               | 749               | 1080              | 1745              | 2590              | 4375              | 6335              | 6725              | 8370              | 7180              | 5305              | 10550                | 9145                 | 8170                 | 10265                | 4205                 | 9775                 | 8265                 | 2130                 | 9605                 | 6420                 | 6590                 | 6630                 | 2385                 | N/A      |
| Jahrespreisgeld 6            | 0,00              | 0,03              | 0,22              | 0,62              | 0,87              | 2,00              | 4,00              | 6,36              | 6,14              | 8,34              | 10,13             | 5,89              | 8,77                 | 7,70                 | 6,37                 | 8,58                 | 3,20                 | 9,39                 | 8,69                 | 1,53                 | 13,05                | 7,60                 | 7,63                 | 0,71                 | 0,65                 | 130,59   |
| Jahresendposition            | 704               | 301               | 64                | 29                | 13                | 6                 | 2                 | 1                 | 1                 | 1                 | 1                 | 2                 | 1                    | 2                    | 3                    | 2                    | 6                    | 2                    | 3                    | 16                   | 2                    | 3                    | 3                    | 5                    | 16                   | N/A      |

Anmerkung: Die Statistik berücksichtigt nur Ergebnisse im Einzel. Ausnahmen bilden der Davis Cup, wo eine erreichte Runde auch dann angegeben wird, wenn der Spieler nur im Doppel eingesetzt worden ist, sowie die Preisgeldangabe, die auch das in Doppelkonkurrenzen erzielte Preisgeld berücksichtigt.

Stand: 15. November 2021.

Legende: S = Turniersieg; F = unterlegener Finalist; HF, VF, AF = ausgeschieden im Halb-, Viertel-, Achtelfinal; 3R, 2R, 1R = ausgeschieden in der 3., 2., 1. Runde; RR (Round Robin) = ausgeschieden in der Gruppenphase; B = Bronzemedaille; KF (Kleiner Final) = unterlegen im Spiel um Platz drei; PO (Playoff) = Auf- und Abstiegsrunde für die Weltgruppe im Davis Cup; K1, K2, K3, K4 = Teilnahme in der Kontinentalgruppe I, II, III, IV im Davis Cup.